# Österreichische Filmgeschichte

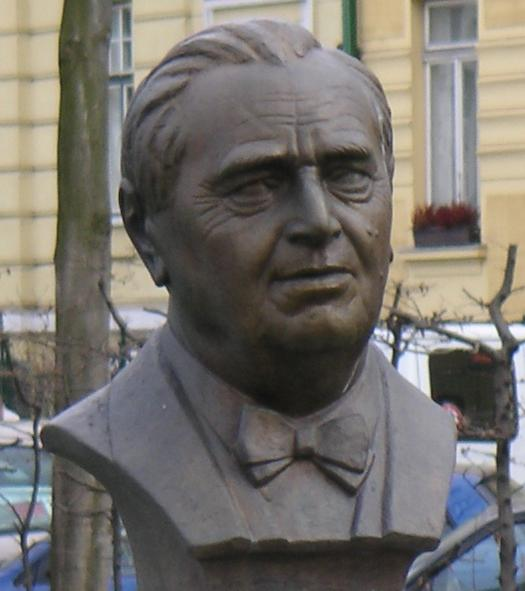
Ikone des österreichischen Films: Hans Moser

Die österreichische Filmgeschichte befasst sich mit der Entwicklung des österreichischen Films seit der ersten Filmvorführung in Wien im Jahr 1896 bis zur Gegenwart. Die Geschichte der Wochenschau in Österreich sowie die österreichische Kinogeschichte werden in eigenen Artikeln gesondert behandelt.
Die österreichische Filmproduktion entwickelte sich im Vergleich zu anderen europäischen Ländern verspätet und anfangs nur sehr langsam. Die ersten Kurzspielfilme erschienen 1906 in den Kinos – ab 1910 jedoch nahm die Produktion rasch zu und erreichte in den Jahren nach dem Ersten Weltkrieg ihren Höhepunkt. Österreich zählte in diesen Jahren zu den führenden Filmproduzenten der Welt, mit der Sascha Filmindustrie als einem der größten Produzenten Europas.
Ab den 1920er-Jahren wird Deutschland mit der europäischen Filmmetropole Berlin Anziehungspunkt für österreichische Filmschaffende. Regisseure wie Max Reinhardt, Fritz Lang und G. W. Pabst, Josef von Sternberg, Richard Oswald, Fritz Kortner und Peter Lorre feierten dort große Erfolge. Mit Beginn der Verfolgung von Juden und Andersdenkenden in Deutschland kehren viele zunächst nach Österreich zurück, wo ihnen aber spätestens mit dem Anschluss von 1938 ebenfalls nur die Flucht blieb. Etwa 400 jüdisch-österreichische Filmschaffende emigrieren – darunter, neben den bereits genannten, auch Billy Wilder, Fred Zinnemann und Otto Preminger. Einigen gelingt in Hollywood eine grandiose Karriere – 33 von 35 „österreichischen“ Oscars gingen an aus Österreich vertriebene jüdische Filmschaffende.
Während des Zweiten Weltkriegs wurde Wien neben München und Berlin zur Hauptproduktionsstätte von nationalsozialistischen Spiel- und Propagandafilmen. Nach Kriegsende besann man sich auf positive Stimmung verbreitende Heimatfilme und Komödien. Erst ab den 1960er-Jahren konnte mit dem Niedergang der althergebrachten Filmindustrie wieder Neues entstehen. Der Avantgardefilm nahm hierbei die Rolle als Wegbereiter für den Neuen Österreichischen Film ein. Dieser brachte ab den 1980er-Jahren vielfältiges und kritisches Filmschaffen hervor, das seit Ende der 1990er-Jahre auf internationalen Filmfestivals vermehrt auf sich aufmerksam macht.

## Stummfilmära

### Früher Stummfilm (1896–1914)

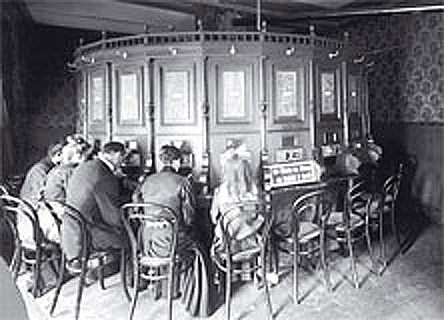
Ein Stereoskop im Praterkino „Kaiserpanorama“ um 1900

Obwohl österreichische Wissenschaftler und Erfinder stets aktiv zur Entwicklung der Filmtechnik beigetragen haben, war die frühe Phase des Stummfilms in Österreich eine von französischen Filmunternehmern geprägte. Die erste belegte öffentliche Filmvorführung fand am 20. März 1896 in der Wiener k. k. Lehr- und Versuchsanstalt für Photographie und Reproduktionsverfahren mit dem lumièreschen Kinematographen vor geladenem Publikum statt. In den folgenden Jahren entstanden die ersten Kinos, in denen zumeist ausländische Filme vorgeführt wurden. Von richtigen Filmen konnte man damals jedoch noch nicht sprechen. Produziert wurden aus technischen Gründen nur wenige Minuten dauernde dokumentarische und fiktionale „Kurzfilme“ mit Titeln wie Fällen eines Baumes, Taubenfüttern, Erschießung eines Spions im türkisch-griechischen Krieg oder Ein unheimlicher Traum. Hauptberufliche Filmschauspieler gab es damals noch nicht. Es spielten zumeist Laiendarsteller. Erste „Filmstars“ mit Wiedererkennungswert entstanden erst mit aufwendigeren und längeren Produktionen Mitte der 1910er-Jahre.
Erste österreichische Kurz- und Dokumentarfilme entstanden erst ab 1903. Erste Kurzfilme mit fiktiver Handlung stammen aus 1906. Richtige Spielfilme entstanden gar erst ab 1910 – zu einem Zeitpunkt, als Länder wie Frankreich und Großbritannien bereits ihre erste Kinokrise hinter sich hatten, die durch aufwändigere und einfallsreichere Filme überwunden werden konnte. Österreich blieb diese Krise mangels eigener Filmproduktion erspart – die ersten Spielfilme hatten dennoch die Lektionen des Auslands gelernt, man orientierte sich unter anderem am neuen französischen Film d’Art.
Den durch den späten Start des österreichischen Films bedingten Nachteil im internationalen Wettbewerb konnte die Filmindustrie im Ersten Weltkrieg, der „feindliche“ Filme und Unternehmen vom österreichischen Markt verbannte, wieder wettmachen. Die österreichische Filmproduktion ging vermutlich als einziger Wirtschaftsbereich gestärkt aus dem Ersten Weltkrieg hervor. Etwa fünf Jahre lang wurden österreichische Filme massenhaft ins Ausland exportiert, wo bis zu 90 Prozent des Erlöses erzielt wurde. Es folgte, wie im Großteil Europas, eine wirtschaftliche Krise des Films, worauf auch in Österreich nach Demonstrationen von Filmschaffenden mit Importeinschränkungen reagiert wurde. Bis zum Ende der Stummfilmära um 1930 bewegte sich die Filmproduktion in einem für einen Kleinstaat üblichen Ausmaß, zwischen 20 und 30 Produktionen jährlich.

#### Erste österreichische Filmproduktionen

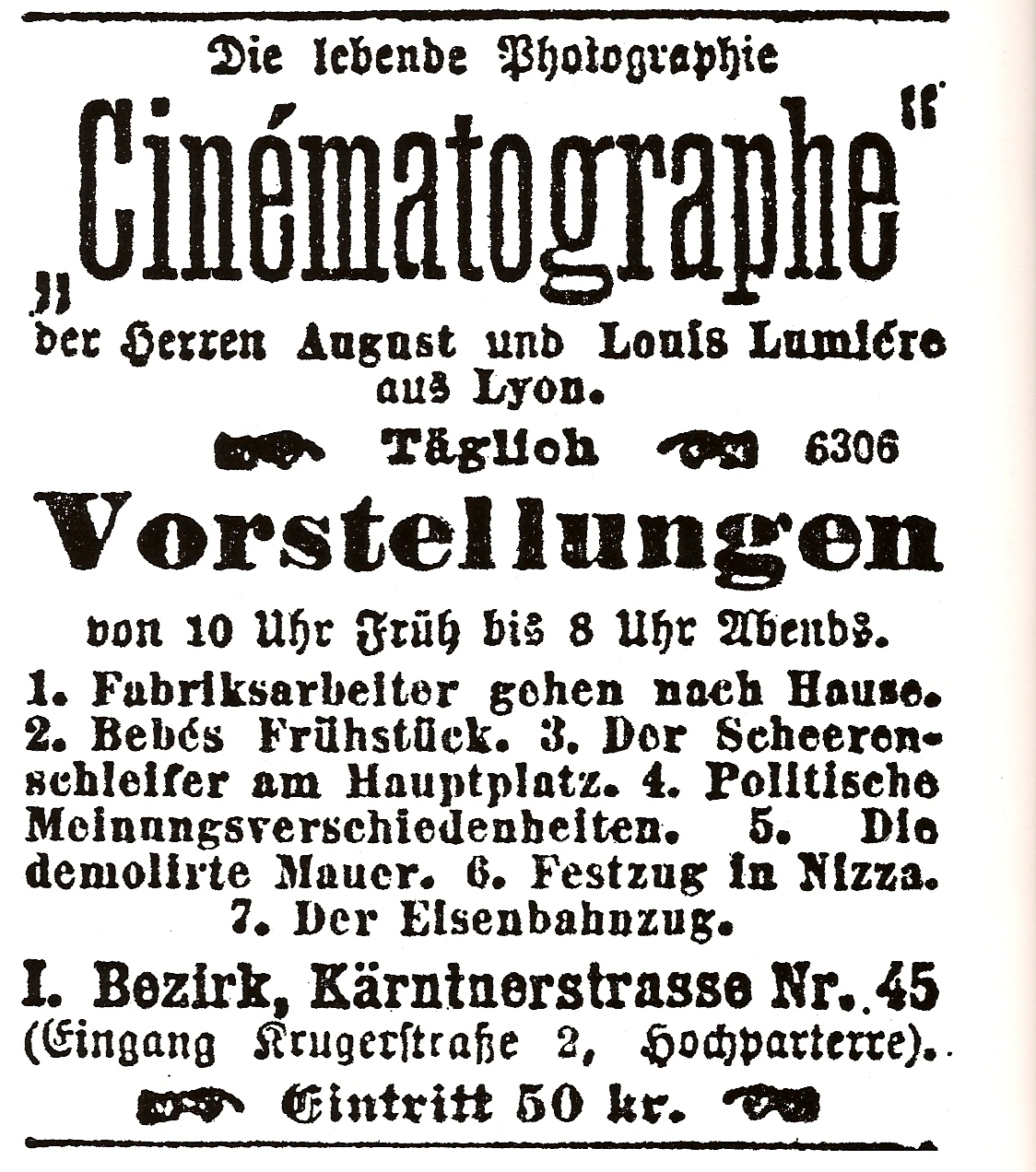
Programmankündigung im Vorführraum von Eugène Dupont Mitte April des Jahres 1896 im „Illustrierten Wiener Extrablatt“

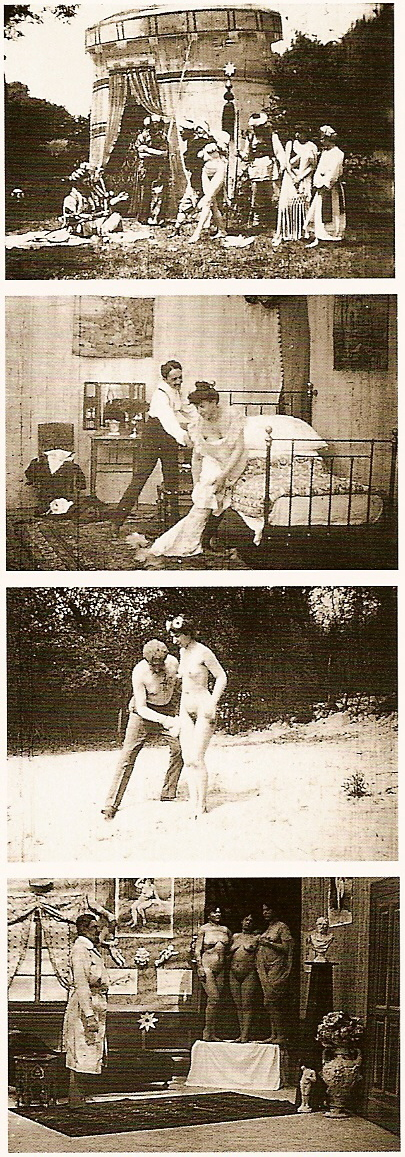
Erotische Aufnahmen für Herrenabende – produziert ab 1906 vom Wiener Fotografen Johann Schwarzer.

Die ersten Filmgesellschaften Österreichs kamen aus Frankreich. Als erste eröffnete 1904 die Pathé Frères eine Niederlassung in Wien. 1908 folgte Gaumont und 1909 die Société Eclair. Sie bereiteten der ab 1910 einsetzenden regelmäßigen Filmproduktion Österreichs noch bis zum Ausbruch des Ersten Weltkriegs im Wochenschaubereich große Konkurrenz. Auch die älteste erhaltene, in Österreich gedrehte Filmaufnahme wurde von Franzosen gedreht: von den Gebrüdern Lumière, 1896. Bei der ersten österreichischen Filmgesellschaft handelte es sich um einen reinen Filmverleih, welcher 1905 gegründet wurde.
1897 fand in Höritz im Böhmerwald bei der Aufführung des Theaterstückes Das Leben und Sterben von Jesus Christus die erste Aufführung von heimisch produziertem Filmmaterial statt, das zur Unterstützung des Theaterstückes gedreht wurde. Weitere österreichische Filmaufnahmen wurden im Dezember 1898 im Wiener Neustädter Hotel „Zum goldenen Hirschen“ präsentiert. Im Stil der ersten Filmaufnahmen der Gebrüder Lumière zeigte das Wanderkino von Gottfried Findeis dort unter anderem Die Ankunft eines Zuges im Bahnhof von Wiener Neustadt, Eine Tunnelfahrt im Aussichtswagen während der Fahrt aufgenommen und Ausgang der Arbeiter aus der Lokomotivfabrik Wiener Neustadt.
Die älteste erhaltene Filmaufnahme österreichischer Produktion ist die Dokumentation Der Kaiserbesuch in Braunau/Inn aus dem Jahr 1903, aufgenommen vom Wanderkinobesitzer Johann Bläser. Bis zum ersten Kurzspielfilm österreichischer Produktion dauerte es bis Mitte des Jahres 1906 – also rund zehn Jahre später als etwa Frankreich oder Großbritannien. In jenem Jahr begann der Wiener Fotograf Johann Schwarzer mit der Produktion erotischer Kurzfilme, welche die ältesten bekannten heimischen Filmproduktionen sind. Mit seiner Saturn-Film verbreitete er die Filme, die Titel wie Eine moderne Ehe (1906), Am Sklavenmarkt, Das Sandbad und Weibliche Ringkämpfer trugen, auch im Ausland. Beendet wurde sein Geschäftstreiben 1911, als die Polizei die Filme beschlagnahmte.
Der mit 35 Minuten Spiellänge erste abendfüllende österreichische Spielfilm, Von Stufe zu Stufe, soll unter der Regie von Heinz Hanus gemeinsam mit Luise Kolm, deren Ehemann Anton Kolm, sowie dem Gehilfen Jacob Julius Fleck entstanden sein und im Dezember 1908 in Wien uraufgeführt worden sein. Der Einzige, der dies bei Nachforschungen, die erst Jahrzehnte später durchgeführt wurden, zu bezeugen vermochte, war der vermeintliche Drehbuchautor und Regisseur Heinz Hanus selbst. In Zeitungsberichten oder den beiden Filmzeitschriften der damaligen Zeit war entgegen der damals üblichen Praxis allerdings kein Hinweis auf eine Vorführung dieses Films zu finden. Auch andere Beweise wie etwa Drehbücher sind nicht vorhanden.
1909 erschien der erste exakt datierbare Dokumentarfilm aus österreichischer Produktion. Zwischen 8. und 11. September 1909 filmte die Photobrom G.m.b.H. in Groß Meseritsch Die Kaisermanöver in Mähren, auf welcher Kaiser Franz-Joseph und sein deutscher Kollege Kaiser Wilhelm II. agierten.
1910 erfolgte die Gründung der „Ersten Österreichische Kinofilms-Industrie“, der späteren Wiener Kunstfilm, durch das Ehepaar Anton und Luise Kolm sowie Jakob Fleck. Deren erste Produktion erschien noch im Frühjahr des Jahres und war eine Dokumentation mit dem Titel Der Faschingszug in Ober-St. Veit. Wenig später, am 14. März, filmte das Jungunternehmen das Begräbnis von Bürgermeister Karl Lueger. Der Film wurde in 22 Wiener Kinos gezeigt. Bei der (Kurz-)Spielfilmproduktion führte Anton Kolm nach französischem Vorbild den komischen Kurzfilm ein. Mit dem Berliner Schauspieler Oscar Sabo hatte er seinen Hauptdarsteller für Die böse Schwiegermutter (1910) gefunden. Auch die Literaturverfilmung Die Ahnfrau (1910) wurde im selben Jahr hergestellt. Diese Filme sind die ältesten bekannten österreichischen Spielfilme. Der älteste erhaltene österreichische Spielfilm entstand ein Jahr später: Der Müller und sein Kind (1911). Neben kurzen Spielfilmen – Literaturverfilmungen nach dem französischen Vorbild des Film d’Art sowie komische Kurzfilme – stellten Aktualitätenberichte für Wochenschauen und dokumentarische Aufnahmen aus Österreich noch für einige weitere Jahre ein wichtiges Standbein dar. So zählen zu den ersten Produktionen der ersten österreichischen Filmproduktionsgesellschaft auch Typen und Szenen aus dem Wiener Volksleben, wo unter anderem der berühmte Wiener Volkssänger Edmund Guschelbauer zu sehen war, und Karl Blasel als Zahnarzt (1912) mit dem gleichnamigen Hauptdarsteller, der bereits seit Jahrzehnten ein beliebter Wiener Komiker war.

#### Filmszene um 1910
Gewisse Kreise der Bevölkerung und die Behörden sahen Kino und Film in dessen Entstehungsjahren trotz der allgemein großen Beliebtheit, oder gerade deswegen, als „Unkultur“ an. Ein Gesetz verbot ab 1910 Kindern den Besuch von Kinos, und komplizierte Zensurprüfungen machten der Filmwirtschaft das Leben weiterhin schwer. Proteste der Kino- und Filmschaffenden ab 1907, die sich ab 1910 in Verbänden zusammenschlossen, führten erst 1912, am „Internationalen Kinematographenkongreß“ in Wien, zu Erleichterungen. Der Vizepräsident des „Bundes der Kinoindustriellen“, Alexander Ortony, verwies bei dieser Gelegenheit in einer Rede darauf, dass „viele Kulturvölker der Zensur ganz entbehren, und niemand kann behaupten, dass Frankreich, Italien oder Ungarn sich deshalb am Rande des Verderbens befänden“. Dennoch war es noch bis 1918 den Schauspielern des Burgtheaters verboten, in irgendeiner Form in Filmen mitzuwirken. Ausnahmen gab es nur sehr selten. Weitere Theater, wie etwa das Volkstheater, folgten diesem Beispiel, um sich vor dem direkten Konkurrenten Kino zu schützen. Erst mit den Auftritten von Alexander Girardi und den Produktionen des Intendanten Max Reinhardt ab 1913 begann sich die Situation etwas zu entspannen.
1911 erschienen die deutsch-österreichische Co-Produktion Der Müller und sein Kind, Teil eins, in dem neben den deutschen Stummfilm-Stars Henny Porten und Friedrich Zelnik mit Curt A. Stark auch ein Österreicher mitspielte, sowie die rein österreichische Fortsetzung mit anderer Besetzung, Der Müller und sein Kind, Teil II, produziert von der Wiener Kunstfilm-Industrie, der bedeutendsten österreichischen Filmgesellschaft jener Jahre. Der zweite Teil ist heute der älteste erhaltene österreichische abendfüllende Stummspielfilm. Die Wiener Kunstfilm-Industrie griff in ihren Produktionen auf Literaturvorlagen von zeitgenössischen Schriftstellern wie Ernst Raupach, Franz Grillparzer, E. T. A. Hoffmann oder Ludwig Anzengruber zurück. Damit orientierte sie sich nach dem französischen Namensverwandten, der Pariser Produktionsfirma „Film d’Art“, die bereits 1908 ihre Manuskripte bei den bekanntesten Autoren bestellte, um sie von den Regisseuren und Schauspielern der größten französischen Bühnen realisieren zu lassen.
1912 gründete der Librettist Felix Dörmann gemeinsam die „Vindobona Film“, die in der Folge noch mehrmals umbenannt wurde. Da Dörmanns Produktionen nicht den erhofften Erfolg brachten, spekulierte er mit dem Bedürfnis der Besucher nach Nacktszenen. Es erschienen Filme wie Ein Tag im Leben einer schönen Frau, Die Göttin der Liebe und Seitensprung, die dadurch auffielen, dass die hauptdarstellenden Frauen häufig im Badezimmer, beim Strumpfwechsel und sogar beim Toilettenbesuch gezeigt wurden. Vor allem die Badeszenen waren Anlass für die Polizei, diese Filme zu zensieren, auch Jahre nach den „pikanten Filmen“ von Johann Schwarzer.
1912 war das Jahr, in welchem der Theaterregisseur und Intendant Max Reinhardt sein erstes Filmprojekt in Österreich verwirklichte. Mit seiner eigens gegründeten Filmgesellschaft inszenierte er die Literaturverfilmung Das Mirakel, bevor er 1913 endgültig nach Berlin übersiedelte, um unter anderem die Literaturverfilmung Die Insel der Seligen herzustellen, welche durch ausgedehnte Nackt- und Sexszenen für Aufsehen sorgte.
Mit dem Aufblühen der heimischen sowie internationalen Filmindustrie entstanden auch nach und nach weitere Filmzeitschriften. „Das Lichtbild-Theater“ und die „Dramagraph-Woche“ folgten ab 1911, und ab 1912 erschien die „Filmkunst“, welche vom „Cinéma Eclair“ in Auftrag gegeben wurde. Ebenfalls 1912 erschien die „Kastalia“, welche für wissenschaftliche und Unterrichtsfilme von Schulleuten herausgegeben wurde. In den weiteren Jahren folgten noch „Die Filmwoche“ (ab 1913) und „Paimann’s Filmlisten“ (ab 1916) – eine Zeitschrift, in der bis 1965 in lexikalischer Form Kritiken sämtlicher in Österreich angelaufener Filme aufgelistet wurden.

#### Entwicklung des Filmschaffens bis 1914
Am 15. März 1912 fand in Wien die Premiere des ersten großen Films aus österreichischer Produktion statt: Der Unbekannte – basierend auf einem Kriminaldrama von Oscar Bendiener. Regie führte Luise Kolm, die 10.000 Meter Negativmaterial abdrehte und 10.000 Kronen für die Produktion aufbrauchte. Als Schauspieler engagierte man unter anderem den Wiener Publikumsliebling Karl Blasel sowie Viktor Kutschera, Karl Ehmann, Anton Edthofer, Hans Homma und Eugenie Bernay.
Im November 1912, als bereits weitere österreichische Filmproduktionsgesellschaften mit der ausländischen Konkurrenz um Marktanteile in den Kinos rangen, erschien mit Das Gänsehäufel der erste Dokumentarfilm der Wiener Kunstfilm-Industrie, die sich neben den Wochenschauberichten von aktuellen Ereignissen vor allem auf Spielfilme konzentrierte. Im selben Jahr gründete der eben nach Wien übersiedelte Alexander Joseph „Sascha“ Graf Kolowrat-Krakowsky die „Sascha-Filmfabrik“ im heutigen Wiener Gemeindebezirk Liesing. Seine erste Produktion war Die Gewinnung des Erzes am steirischen Erzberg in Eisenerz. Es folgte Österreichs erster historischer Spielfilm: Kaiser Joseph II. Ebenfalls 1912 erschien die „Vindobona-Film“-Produktion Die Musikantenlene, mit der von der Kritik viel gelobten Hauptdarstellerin Eugenie Bernay.
Als interessanteste Neuentdeckung jenes Jahres gilt der Komiker Heinrich Eisenbach, der im „Budapester Orpheum“, einem im Zentrum des jüdischen Zuwandererviertels in Wien-Leopoldstadt gelegenen Kabarett, seine ersten Auftritte absolvierte. Bekannte Kabarettsoloszenen führte er in Filmen wie Hausball beim Blunzenwirt oder Klabriaspartie auf. In Die Zirkusgräfin der „Vindobona Film“ von 1912 spielte er den Zirkusclown, neben Eugenie Bernay als „Minka“. Felix Dörmann selbst trat ebenfalls in diesem bereits 900 Meter langen Film als „Graf Veckenhüller“ auf.
Im September 1913 wurden mit Vorführungen unter dem Titel „Sprechender Film“ in den Sofiensälen (Edison Kinetophon und Gaumont-Vorführungen) erstmals auch in Wien Tonfilme präsentiert. Aus unterschiedlichen Gründen – vor allem wegen der hohen Materialkosten und des zu geringen internationalen Verleihs zu jener Zeit – fanden diese jedoch wenig Anklang.
1914 spielte Max Neufeld, der rasch zum ersten Star der Wiener Kunstfilm wurde, in Der Pfarrer vom Kirchfeld mit. Wenig später folgte Frau Gertrud Namenlos, wo er an der Seite der Volksschauspielerin Hansi Niese, die 1913 auch schon eine kleine Rolle in Johann Strauß an der schönen blauen Donau innehatte, spielt. Ebenfalls 1913 erfolgte mit Speckbacher eine Monumentalproduktion des französischen Regisseurs Pierre Paul Gilmans, die vom Befreiungskampf der Tiroler gegen Napoleon handelte. Für die Aufnahmen, an denen auch Mitglieder der Exl-Bühne wie zum Beispiel Eduard Köck beteiligt waren, wurden originale Speckbacher-Säbel und 2000, ebenfalls historische Waffen tragende, Statisten verwendet.
In den ersten Jahren österreichischer Filmproduktion entstanden bis 1914 etwa 130 kurze und längere Spielfilme, vielfach aus eigenen Ideen oder heimischen Buchvorlagen, teils – vor allem was Technik betraf – auch vom Ausland, insbesondere Frankreich, beeinflusst. Hinzu kamen über 210 Dokumentarfilme. Die Bandbreite des österreichischen Filmschaffens erstreckte sich von kurzen Dokumentarfilmen und Wochenschauberichten, kleinen Volksstücken, Dramenverfilmungen und Familiendramen, Kriminalgeschichten, Operetten und historischen Großfilmen bis hin zu Filmgrotesken.
Der österreichische Filmhistoriker Walter Fritz stellte zum österreichischen Filmschaffen der Vorkriegszeit fest: „Die Gedanken des Historikers Johnston zur schöpferischen Potenz der Monarchie, die sich anscheinend als ‚fröhliche Apokalypse‘ verstand, zeigen, daß eine Endstimmung vorherrschte, damals von den Kritikern so gesehen wurde und die Kraft hatte, bis heute zu wirken.“

### Im Ersten Weltkrieg (1914–1918)
Im Zuge der gegenseitigen Kriegserklärungen der europäischen Großmächte, die zum Ersten Weltkrieg führten, wurde auch Frankreich zum Feind Österreich-Ungarns, was unter anderem die Auflösung sämtlicher französischer Filmgesellschaften in der Monarchie zur Folge hatte. Zugleich wurde die Einfuhr von ausländischen Filmen verboten. In den folgenden Kriegsjahren trat zwar der erwartete Aufschwung der heimischen Filmproduktion ein, doch ging dies wesentlich langsamer vonstatten als vermutet.
Die Geschichte der Wochenschau in Österreich begann im September 1914, als die Wiener Kunstfilm wöchentlich das Kriegs-Journal in die Kinos brachte. Die Konkurrenz antwortete wenig später mit dem ebenfalls wöchentlich neu erscheinenden Sascha-Kriegswochenbericht.
1915 erreichte Sascha Kolowrat-Krakowsky seine Überstellung vom Automobilkorps in Galizien zum Kriegspressequartier nach Wien, wo er die Leitung der Filmexpositur übernahm, die dem Kriegsarchiv unterstand. In dieser Funktion ließ er benötigte Mitarbeiter und Schauspieler vom Militär abkommandieren. So entging der größte Teil der damaligen österreichischen Schauspieler Tod und Gefangenschaft im Krieg. Eine bekannte Ausnahme war jedoch Max Neufeld, der erst nach dem Kriegsdienst wieder als Held und Liebhaber in Erscheinung treten konnte. Auch zahlreiche Regisseure und andere Filmschaffende, unter anderem die noch jungen Talente Karl Hartl, Fritz Freisler, Gustav Ucicky und Hans Theyer, bewahrte er auf diese Weise vom drohenden Kriegsdienst.
1916 ließ Kolowrat-Krakowsky ein Hangargerüst aus Düsseldorf liefern, um das bereits von einigen Regisseuren vermisste erste große Filmatelier in Sievering einrichten zu lassen. Es war das erste frei stehende Filmatelier Österreichs. Am 4. April des Jahres ging aus der bisher losen Zusammenarbeit zwischen Kolowrat-Krakowsky und Oskar Messter die „Oesterreichisch-ungarische Sascha-Meßter-Film Gesellschaft m.b.H.“, später Sascha-Meßter-Film, hervor.

#### Entwicklung der Filmproduktion während des Kriegs
Neben den unzähligen Wochenschauen und den dutzenden Propagandafilmen, die in den fünf Kriegsjahren produziert wurden, machten sich noch andere Veränderungen in der Filmproduktion bemerkbar. So wurden kaum Detektivfilme produziert, und Grotesklustspiele, wie sie bis vor kurzem noch sehr beliebt waren, verschwanden fast vollständig aus den Kinos. Stattdessen hatten Gesellschaftsdramen, diffizilere literarische Lustspiele und Kostümfilme Hochkonjunktur. Die Anzahl der gezeigten Filme brach zu Kriegsbeginn aufgrund des Importverbots von Filmen verfeindeter Nationen wie Frankreich, Großbritannien oder den Vereinigten Staaten stark ein. Die heimischen Filmproduzenten stellten sich jedoch alsbald auf die neue Marktsituation ein, und so stieg die heimische Produktion bis 1918, als die Kinos mangels Kohle nicht mehr beheizt werden konnten, und Rohfilmmangel die Filmproduktion in Bedrängnis brachte, auf Rekordhöhen an.
Von den Literaturvorlagen waren besonders die Werke Ludwig Anzengrubers, die sich häufig in bäuerlichem Milieu abspielten, sehr beliebt. Von diesen wurden unter anderem Der Meineidbauer (1915), Im Banne der Pflicht (1917), Der Schandfleck (1917) oder auch Der Doppelselbstmord (1918) höchst erfolgreich verfilmt. Wie Filmkritiken von damals die Handlungen, Spielart, Drehbuchvorlagen und Regiepraktiken beschrieben, hat sich die österreichische Filmproduktion damals stark weiterentwickelt. Die Drehbücher waren durchdachter und die Handlung trotz größerer Komplexität einfacher zu verstehen. Dem deutschen expressionistischen Film der 1920er-Jahre wurde hier thematisch bereits manches vorweggenommen. So etwa in Die Schlange der Leidenschaft aus dem Jahr 1918, die dem deutschen Film Der blaue Engel (1930) aber auch Carl Theodor Dreyers Vampyr (1932) von der Thematik stark ähnelt. Weitere vorexpressionistische Filme, die in Österreich zwischen 1917 und 1919 entstanden, waren Der Mandarin (1918), Der Brief einer Toten, Das schwindende Herz und Das andere Ich (1918). Wesentliche Vertreter des frühen Filmexpressionismus in Österreich waren die Drehbuchautoren bzw. Regisseure Carl Mayer, Hans Janowitz und Fritz Freisler.
Waren in den Jahren zuvor die Wiener Kunstfilm und die Sascha Filmindustrie bzw. Sascha-Meßter-Film die größten heimischen Produktionsfirmen, so wurde im isolierten Österreich-Ungarn neuen Unternehmen Platz geboten. Mit Filmag, A-Zet Film, Astoria-Film und Leyka Film konnten sich neue Produzenten am Markt behaupten. Wurden zwischen 1906 und 1914 insgesamt rund 120 Filme produziert, so waren es in den Kriegsjahren zwischen 180 und 190. Hinzu kam noch eine Vielzahl an Kriegswochenschauen, die ebenfalls in den Kinos gezeigt wurden. Einige der Propagandadokumentationen und -filme waren Die Befreiung der Bukowina, Krieg in 3000 Meter Höhe, Kampftag bei den Tiroler Kaiserjägern sowie die Zweiteiler Die wirtschaftliche Erschließung Montenegros und Der Zusammenbruch der italienischen Front. Von der Zensur wurden diese Filme dennoch geprüft.
Ein bekannter Propagandafilm der „Sascha-Meßter“, der Skeptiker und Kriegsgegner „eines Besseren“ belehren sollte, handelte von einem Nörgler, der im Traum die Anstrengungen der Soldaten im Krieg miterlebt, was ihn sehr erschüttert. Als in der „Realität“ zwei Buben zu wenig Geld haben, um Kriegsanleihen zeichnen zu können, gibt er ihnen das Geld und zeichnet auch gleich selbst. Weitere erwähnenswerte Propagandafilme waren die „Wiener Kunstfilm“-Produktionen Der Traum eines österreichischen Reservisten (1915), Mit Herz und Hand fürs Vaterland (1915), Mit Gott für Kaiser und Reich (1916), Freier Dienst (1918).
Die Qualität solcher Filme trat naturgemäß in den Hintergrund, ging es doch lediglich darum, Kriegsbegeisterung in der Bevölkerung zu erwecken und zu erhalten. Die Filmkritiken kannten nur noch gute Filme und schwärmten von den Inhalten. 1918 wagte sich die Sascha-Meßter-Film an die Verfilmung eines Werkes Beethovens heran. Fritz Kortner spielte in Der Märtyrer seines Herzens Beethoven so gut, dass er in der Folge zu einem der wichtigsten expressionistisch spielenden Schauspieler im deutschsprachigen Raum avancierte.
Aufnahmen fanden beispielsweise im neu errichteten großen Filmatelier der „Sascha-Film“ in Wien-Sievering statt, wo eigens Schützengräben ausgehoben wurden. Die Filmmusik stammte häufiger als vor den Kriegsjahren von bekannten Komponisten wie Franz Lehár und Carl Michael Ziehrer, die sich wie viele andere kulturelle Persönlichkeiten dieser Zeit vom Krieg begeistern ließen. Seltene, aber umso prominentere, Kritik an den Propagandafilmen kam von Karl Kraus, der das Kriegspressequartier, die „Sascha-Film“, Hubert Marischka, Dichterkollegen und Wochenschauoperateure öffentlich kritisierte.
1914 machte Robert Müller, Besitzer der gleichnamigen Filmproduktionsgesellschaft, erste Versuche mit Trickfilmen. Er engagierte den Zeichner Theo Zasche der aus aktuellem Anlass mehrere Propaganda-Karikaturen fürs Kino herstellte. In den folgenden Jahren tauchten mit Ladislaus Tuszyński und Peter Eng zwei vielseitigere Vertreter erster österreichischer Zeichentrickversuche auf. Von allen während des Ersten Weltkriegs produzierten Filmen existieren nur von vier Filmen Aufnahmen.

#### Erste Filmstars
Was Filmstars zu dieser Zeit ausmachte, war, dass sie von den Gagen aus dem Filmgeschäft leben konnten, ohne nebenbei etwa an Theatern zu arbeiten. Die Gagen für die Filme mussten daher dementsprechend höher sein, wenn Schauspieler nicht vom Theater kamen, und auch sonst keinen anderen Tätigkeiten nachgingen, was bei der Fülle der Filmproduktionen ohnehin nur schwer möglich gewesen wäre. So gesehen entstanden in den Jahren des Ersten Weltkriegs, im Zuge der steigenden Anzahl der heimischen Produktionen, zwei Filmstars: Liane Haid bei der Wiener Kunstfilm und Magda Sonja bei der Sascha-Film. Männliche Filmstars gab es in diesem Sinne keine, doch existierte eine Fülle von viel beschäftigten männlichen Darstellern, die jedoch auch der Theaterschauspielerei oder dem Kabarett nachgingen. Einige der bekanntesten davon waren Hubert Marischka, Georg Reimers, Franz Höbling, Otto Tressler und Willy Thaller. Weitere Stars gab es nur am Theater, wobei diese gelegentlich für Filmauftritte gewonnen werden konnten, wie etwa Hermann Benke, Karl Baumgartner, Hermann Romberg, Josef Reithofer, Anton Edthofer, Friedrich Fehér und Hans Rhoden.
1915 war das Jahr in dem Österreichs erster Filmstar seine erste Rolle erhielt. Liane Haid spielte im Propagandafilm Mit Herz und Hand fürs Vaterland eine Doppelrolle. Im Gegensatz zu anderen viel beschäftigten Schauspielern bei der Wiener Kunstfilm erhielt sie von Anfang an monatlich 200 Kronen, statt der üblichen 150. Die Produktionsgesellschaft baute sie nach und nach zum Star auf, und bis 1918 stieg die monatliche Gage auf 400 Kronen an. 1917 spielte sie in Der Verschwender mit – einer Verfilmung eines Stücks von Ferdinand Raimund. Mit 3400 Metern Spiellänge war dies die bis dahin längste österreichische Produktion. Damit wurde die Wiener Kunstfilm ihrer Vorreiterrolle noch vor der Sascha-Film wie in vielen anderen Bereichen erneut gerecht. Liane Haid drehte später noch für andere Filmgesellschaften zahlreiche weitere Filme. Ihre Nachfolger als Filmstar bei der Wiener Kunstfilm war zuerst Dora Kaiser, die von A-Zet-Film kam, und wenig später Thea Rosenquist. Bei der Sascha-Film war die meist eingesetzte Schauspielerin zu dieser Zeit Magda Sonja.

### Später Stummfilm (1918–1929)
| Stummfilmproduktion kurze und längere Spielfilme |             |
| Jahr                                             | Anzahl      |
| 1918                                             | 90–100      |
| 1919                                             | 130         |
| 1920                                             | 142         |
| 1921                                             | 120 – 135 * |
| 1922                                             | 130 *       |
| 1923                                             | 35          |
| 1924                                             | 32          |
| 1925                                             | 35          |
| 1926                                             | 19          |
| 1927                                             | 21          |
| 1928                                             | 28          |
| 1929                                             | 23          |
| 1930                                             | 15          |
| * davon je 70 bis 75 Langspielfilme              |             |

In der Zwischenkriegszeit stieg einerseits die Anzahl österreichischer Produktionen weiter an, andererseits vermischte sich die österreichische und deutsche Filmindustrie immer mehr. Österreichische Filmschaffende wirkten in deutschen Produktionen mit und umgekehrt. Die Jahre nach dem Ersten Weltkrieg waren auch von starker Inflation geprägt, was sich auch im Inhalt mancher Filme widerspiegelt.
Der französische Journalist und Autor Zo d’Axa vertrat 1919 die Auffassung, dass Filmkomik dramatisch sein müsse, wie etwa die irische oder die amerikanische. Bei der Wiener Filmkomödie stellte er hingegen fest: „Das wienerische Lustige scheint mir im gesprochenen und gesungenen Wort, wenn überhaupt wo, zu liegen, also kann etwas, das auf der Bühne die Wiener zum Lachen bringt, im Film nur matter Schimmer einer Komik sein.“ Der erste Schauspieler, der gemäß dieser Beobachtung die Wiener durch gesprochenes und gesungenes zum Lachen brachte, war Hans Moser, der bereits in den 1920er-Jahren zu seinen ersten Rollen kam, aber erst mit dem Tonfilm seine wahren Fähigkeiten zur Geltung bringen konnte.
Seit der Einführung der Kinematographenverordnung 1912 änderten sich die Vergabemodalitäten von Kino-Konzessionen insofern, als man in den Nachkriegsjahren weniger Einzelpersonen, als vielmehr gemeinnützigen Vereinen Konzessionen zur Führung von Kinos bzw. Lichtspielen genehmigte. Bedingt durch den Ersten Weltkrieg waren dies vor allem Kriegsveteranen, Invaliden- und Witwenvereine, wie sie in den Jahren nach 1918 zahlreich entstanden. Auch Volksbildungsvereine, die vor allem in den Jahren des „Roten Wien“ eine Reihe von Wiener Kinos leiteten – am bekanntesten das „Kosmos Kino“ in Wien-Neubau – erhielten bevorzugt Konzessionen.
Führende Produktionsfirmen waren in diesen Jahren die Sascha-Film, die Astoria-Film, Listo-Film, Schönbrunn-Film und die Dreamland-Film. Die Wiener Kunstfilm trat etwas in den Hintergrund, wurde jedoch später als Vita-Film neu gegründet, und erreichte ebenfalls wieder einen Platz unter den führenden Produktionsgesellschaften. Während sich die Sascha-Film an US-amerikanischen Produktionen orientierte, nahm sich die Vita-Film, wie auch schon der Vorgänger Wiener Kunstfilm, französischen Vorbildern an. Am 31. Dezember 1922 wurde auch der Filmbund gegründet, ein Zusammenschluss aller Interessenvertretungen der österreichischen Filmschaffenden.
Zu Beginn der 1920er-Jahre kamen auch in Österreich Monumentalfilme in Mode. Grund war natürlich geschäftliches Interesse, da solche exotischen Großproduktionen, in denen neben noch nie da gewesenen Massenszenen und detailgetreuen Kulissen und Kostümen auch Nacktszenen vor kamen, das Publikum in Scharen anlockten. Interesse bestand auch, zumal man 1922 das Grab des ägyptischen Pharaos Tutanchamun entdeckte, was weltweit für Aufsehen sorgte, und eine regelrechte Modewelle auslöste.
Anfang der 1920er-Jahre flohen auch zahlreiche ungarische Filmschaffende vor dem Béla-Kun-Regime nach Österreich, was sich in der Filmproduktion widerspiegelt. So waren die bedeutendsten Regisseure österreichischer Monumentalfilme – Alexander Korda und Michael Curtiz, der sich damals Michael Kertész nannte – Ungarn. Einige weitere große Namen des damaligen ungarischen Films, die damals nach Wien übersiedelten, waren Vilma Bánky, Michael Varkonyi, Béla Balázs und Oskar Beregi. Obwohl die Monarchie nicht mehr existierte, war das österreichische Filmschaffen noch immer von vielen, nunmehr ausländischen, Filmschaffenden geprägt.

#### Höhepunkt der Filmproduktion nach Kriegsende

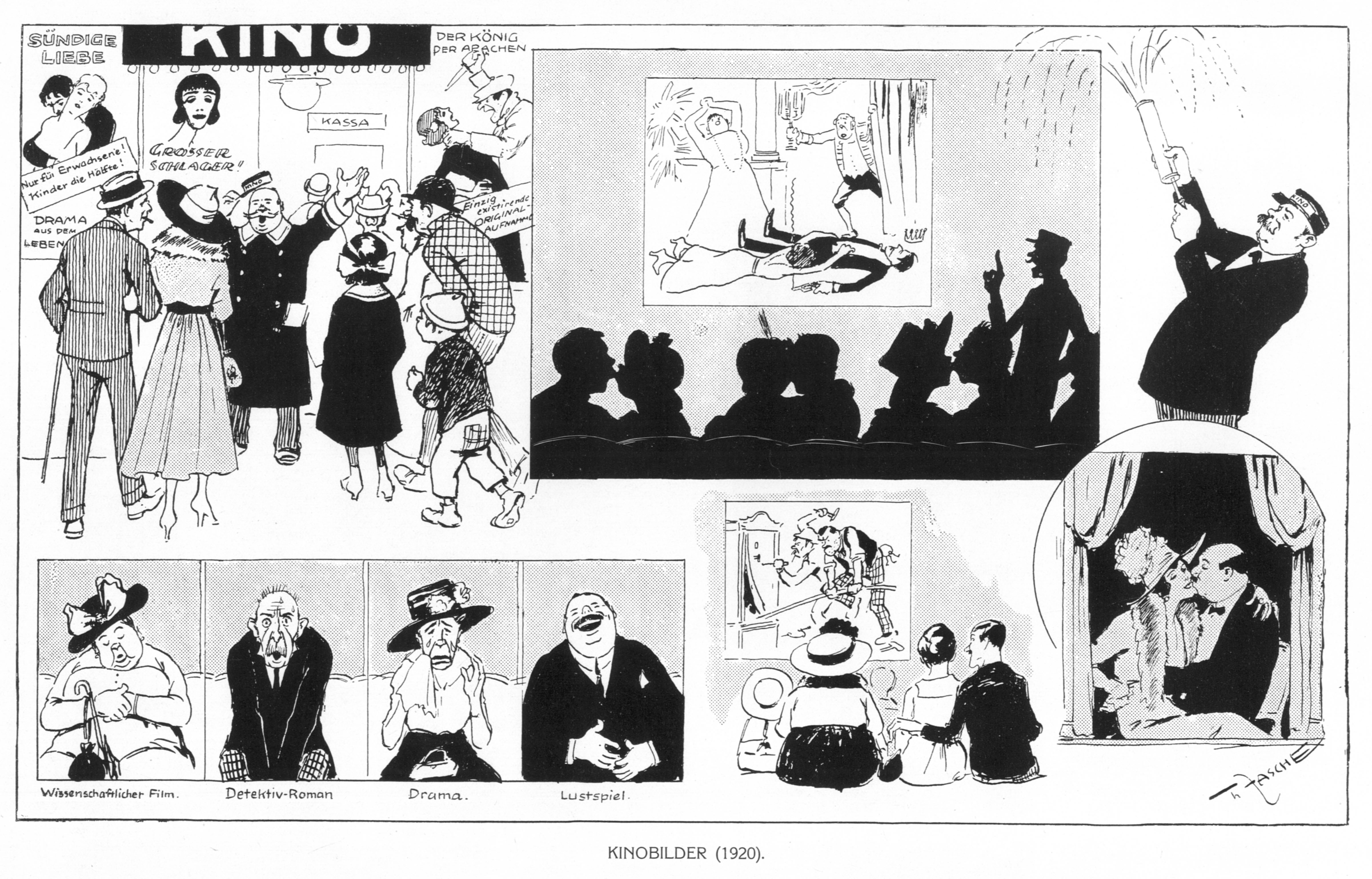
Theo Zasche Kinobilder 1920

In den Jahren 1919 bis 1922 erreichte die österreichische Filmproduktion ihren Höhepunkt. 1919 wurden 130 Spielfilme produziert, und 1920 war mit 142 Spielfilmen das produktivste Jahr der österreichischen Filmgeschichte. 1921 und 1922 folgten je 70 bis 75 Normal- und Großfilme, sowie 50 bis 60 einaktige Lustspiele. Drehorte und Filmthemen boten sich aufgrund der vielen Architekturdenkmäler, bezaubernder Landschaften und der vielfältigen Kultur und Literatur in großer Anzahl an.
Grund für diese außerordentlich hohe Produktion in einem an Kriegsfolgen leidenden Kleinstaat war paradoxerweise eine der schlimmsten Kriegsfolgen: die enorme Inflation. Diese schwächte die österreichische Währung enorm, sodass österreichische Filme im Ausland billiger waren als vergleichbare Produktionen. Dieser Wettbewerbsvorteil wurde auch von Banken und Investoren erkannt, die dementsprechend einen hohen Filmoutput förderten. Diese finanzielle Spekulation war natürlich nicht gerade förderlich für anspruchsvolle und künstlerische Produktionen. Unter den hunderten von Filmen dieser Jahre lassen sich aber dennoch einige Filme finden, die ein gewisses Niveau anstrebten. Schließlich gab es nach wie vor begabte Filmschaffende. Obwohl die Ausstattung der Filmstudios der der deutschen Konkurrenz zurückstand, konnte mit einfacheren Mitteln ebenso große Effekte und Filme hergestellt werden.

#### Erste Filmproduktionsstätten außerhalb Wiens
Nach Ende der Monarchie nahm die Bedeutung Wiens als „die Filmproduktionsstadt Österreichs“ noch weiter zu. Die Bundesländer dienten je nach Filmthema lediglich als Landschaftskulissen, wobei Niederösterreich aufgrund der geografischen Nähe überproportional häufig zu Außenaufnahmen herangezogen wurde. Versuche in anderen Städten dem Wiener Film Konkurrenz zu machen, waren kaum erfolgreich. In Graz wurden 1919 die „Alpin-Film“, 1920 die „Opern-Film“ unter Adolf Peter und Ludwig Loibner und 1921 die „Mitropa-Musikfilm“ gegründet. In Innsbruck war ab 1921 die „Tiroler-Heimatfilm“ produktiv und in Salzburg nahm 1921 die „Salzburger-Kunstfilm“ ihre Tätigkeit auf. Alle diese Unternehmen hatten gemeinsam, dass ihnen nur eine kurze Lebensdauer beschert war. Nicht zuletzt, da ihre Gründungen kurz vor der großen Krise der europäischen Filmproduktion Mitte der 1920er-Jahre erfolgten.
1921 stellte die Salzburger Stiegl-Brauerei in Maxglan landwirtschaftliche Gebäude der eben gegründeten „Salzburger-Kunstfilm“ zur Verfügung. Dort errichtete die junge Filmproduktionsgesellschaft ein Labor und ein Filmatelier. Es wurde sogleich der Dokumentarfilm Die Festspiele 1921 hergestellt, in dem man Alexander Moissi als „Jedermann“, Werner Krauß als „Tod“ und Hedwig Bleibtreu als „Glaube“ sehen konnte. Der erste Spielfilm, Die Tragödie des Carlo Pinetti mit Hauptdarsteller Alphons Fryland, prämierte am 29. Jänner 1924 in Wien. Ein zweiter sollte nie erfolgen, da die Unternehmung mit Sitz im Hotel „Österreichischer Hof“ schon 1925 – mitten in der schwersten Krise des österreichischen Stummfilms – Konkurs eröffnete.

#### Expressionismus und Neue Sachlichkeit
1919 erschien Paul Czinners „wichtigster“ Film – wie er 1970 im Fernsehen rückblickend meinte – während seiner Schaffenszeit in Wien: Der frühe expressionistische Film Inferno. In Berlin, damals Karriere-Sprungbrett für zahlreiche österreichische Filmschaffende, hielt er Kontakte zu den österreichischen Autoren Carl Mayer und Hans Janowitz, die gerade an der Vorlage zu Das Cabinet des Dr. Caligari arbeiteten, sowie zu Fritz Lang, der gerade Der Herr der Liebe inszenierte und am Anfang seiner erfolgreichen Karriere stand. Gemeinsam haben sie allesamt den expressionistischen Einfluss in ihren Werken. Czinner berichtete auch, dass er Bewegung im Film haben wollte, und zu diesem Zweck auf einem Dreirad eine Kamera aufbauen lassen habe. Dies soll die erste Kamerafahrt gewesen sein, die daraufhin weltweit zur Anwendung und Weiterentwicklung kam. Nur wenige Jahre später perfektionierte der deutsche Kameramann Karl Freund die Kamerafahrt mit seinen „entfesselnden Kameras“ und bereicherte somit die stilistischen Erzählmöglichkeiten des deutschen expressionistischen Films, und in weiterer Folge die internationale Filmkunst, ungemein.
Im Bereich der Neuen Sachlichkeit war Durch die Quartiere des Elends und Verbrechens (1920), basierend auf der gleichnamigen Sozialreportage aus der Wiener Kanalisation des Journalisten Emil Kläger, einer der ersten Vertreter – vermutlich die erste verfilmte Sozialreportage im österreichischen Film überhaupt. In den folgenden Jahren erschienen auch Spielfilme, die sich mit der tristen Lage des inflations- und armutsgeplagten Österreichs nach dem Ersten Weltkrieg auseinandersetzte: Frauen aus der Wiener Vorstadt (1925), Haifische der Nachkriegszeit (1926), Im Schatten des elektrischen Stuhls (1927), Andere Frauen (1928), Eine Dirne ist ermordet worden (1930), um einige zu nennen.
1921, 25 Jahre nach Erscheinen des utopischen Werkes „Der Judenstaat“ von Theodor Herzl, erschien ein Tribut an diesen Autor und Psychologen: Theodor Herzl, der Bannerträger des jüdischen Volkes. 1924 erschien der Horrorfilm Orlac’s Hände mit dem expressionistisch spielenden Darsteller Conrad Veidt als „Orlac“ und Robert Wiene als Regisseur. 1924 wurde die Verfilmung von Hugo Bettauers Roman Die Stadt ohne Juden, in dem Bettauer die Zeichen der Zeit erkannte, unter der Regie von Hans Karl Breslauer fertiggestellt. Eine seiner ersten Rollen erhielt in diesem Film Hans Moser, der einen antisemitischen Parlamentarier spielt.
Die berühmteste Verfilmung eines Hugo-Bettauer-Werkes war jedoch die 1925 erschienene Produktion Die freudlose Gasse unter Regisseur G. W. Pabst. Der auch heute noch als Vertreter des frühen Filmschaffens international aufgeführte Film erschien erstmals in den Kinos, nachdem Hugo Bettauer durch ein NSDAP-Mitglied ermordet worden war. Der Film wurde in Berliner Studios aufgenommen, mit den Schauspielstars Greta Garbo, Asta Nielsen und Werner Krauß. Er spielte im stark von der Inflation geprägten Wien der Gegenwart und gilt international als Höhepunkt der Neuen Sachlichkeit im Film. In Frankreich erreichte Pabst mit diesem dort als La rue sans joie laufenden Film fast noch mehr Ruhm als im deutschsprachigen Raum.

#### Aufklärung und Freizügigkeit als neue Filmthemen
Im Zuge aufkommender freizügigerer Mode im Alltag und der „Neuen Sachlichkeit“ als realitätsbezogener Stilrichtung in vielen Bereichen der Kunst, wagten sich nun auch die etablierten Filmgesellschaften erstmals Vorstöße zu freizügigeren Filmen zu machen. So erschien Anita Berber als dürftig bekleidete Tänzerin in Irrlichter der Tiefe (1923), und in Café Elektric wurden nicht nur Marlene Dietrichs Beine ausführlich zur Schau gestellt, sondern auch ausgedehnte Kussszenen mit Willi Forst gezeigt.
Die 1920er-Jahre wurden zum „goldenen Zeitalter“ des Aufklärungs- und Sittenfilms. Filme bedienten sich der körperlichen Freizügigkeit sowie Traum- und Wahnszenen. Diesbezüglich erschienen 1924 Was ist Liebe? mit Dora Kaiser und Carmen Cartellieri und Moderne Laster über Trunksucht. Im Jahr 1928 erschien mit Andere Frauen eine weitere Hugo-Bettauer-Verfilmung.
Herrschten zwischen 1918 und 1924 die aufklärerischen Filme vor so waren die Filme ab 1927 wie Das Mädchen ohne Heimat und 1930 Eros in Ketten mehr von Voyeurismus geprägt. Der erste Aufklärungsfilm erschien 1918 und thematisierte Erbkrankheiten: Die Geißel der Menschheit. Wie bereits in so vielen Stilrichtungen des Films war auch dieses Mal die Wiener Kunstfilm-Industrie Pionier. Aufklärungsfilme wurden vielfach auch von staatlicher Seite finanziert und es erschienen Produktionen wie Alkohol, Sexualität und Kriminalität und Wie sag’ ichs meinem Kinde? von der Pan-Film. Mit Paragraph 144 wurde auch der Schwangerschaftsabbruch in einer Filmproduktion thematisiert. Als Regisseur diente in vielen dieser Aufklärungsfilme Leopold Niernberger, unter Mithilfe von gelehrten Professoren.
1930 starb die Schauspielerin und Tänzerin Anita Berber, die bis dahin in Wiener Varietés feuchtfröhlich mit halb nackten oder nackten Auftritten für Aufsehen sorgte. Dokumentiert wurde dies 1923 im heute nicht mehr erhaltenen Film Tänze des Grauens und Lasters.

#### Aufwändige Monumentalfilme
Bereits 1920 ließ Sascha Kolowrat-Krakowsky im Wiener Prater, westlich der Rotunde, die Filmstadt „Alt-London“ erbauen. Dort drehte Alexander Korda Prinz und Bettelknabe, basierend auf einem Roman Mark Twains. 1922 erhielt Alexander Kordas Produktion Eine versunkene Welt in Mailand sogar einen Filmpreis.
1922 erschien der Monumentalfilm Sodom und Gomorrha, produziert von der Sascha-Film Sascha Kolowrat-Krakowskys. Für die Regie engagierte er Michael Curtiz. Konnte der Film zwar nicht durch seine oft undurchsichtigen Handlungsstränge bestechen, so war es zumindest die aufwändigste Produktion die je in Österreich hergestellt wurde. Für die gigantischen, eigens für den Film erbauten Kulissen, musste man die Dreharbeiten sogar von den Filmstudios in Sievering auf den Laaer Berg verlegen. Hinzu kamen Tausende Komparsen sowie rund tausend Mitarbeiter hinter den Kulissen.
In Die Sklavenkönigin teilte man 1924 mitten in Wien das Rote Meer. Dank tricktechnischer Nachbearbeitung ist im Ergebnis die gigantische Holzkonstruktion, aus der von beiden Seiten auf ein Mal das gesamte Wasser ausgelassen wurde, nicht mehr zu erkennen. Als freizügig gekleidete Hauptdarstellerin trat María Corda in Erscheinung. Regisseur war abermals Michael Curtiz. Auch dieses Mal wurden weder Kosten noch Mühen gescheut und Tausende Statisten sowie aufwändige Kostüme und Kulissen eingesetzt. Mit Kosten von etwa 1,5 Milliarden Kronen war es einer der teuersten österreichischen Filme überhaupt.
1924 produzierte die Sascha-Film seine letzte Großproduktion – eine Koproduktion mit einer französischen Gesellschaft. Die Literaturverfilmung Der Kampf um Karthago wurde in Wien und im Sascha-Filmatelier in Sievering gedreht. Hauptdarstellerin war die Französin Jeanne de Balzac, die in aufwändigen, martialischen Kostümen, im zur Zeit der Punischen Kriege spielenden Film, in Erscheinung trat. Die Filmmusik schrieb Florent Schmitt, und die Filmkritik betonte, dass „die Musik dem Roman näher kam als der Film selbst“.
1925 wurde mit Der Rosenkavalier, basierend auf der gleichnamigen Oper, von der Pan-Film eine Großproduktion der anderen Art hergestellt. Der von Robert Wiene inszenierte Film spielte im barocken Wien und wartete mit unzähligen Kostümen, Perücken und etwa 10.000 Statisten auf. Für die Filmmusik, die separat auf einer Schallplatte aufgenommen wurde, stammte wie auch schon im Opernstück von Richard Strauss. Auch die Uraufführung fand wie das Opernstück in der Dresdner Semperoper statt.

#### Filmwirtschaftskrise durch enorme US-Konkurrenz
Nach den produktivsten Jahren 1921 und 1922 begann ab 1923 die Filmproduktion wieder rasant abzunehmen. 1924 wurden nur 32 Filme produziert, waren es 1922 noch rund 130 gewesen. Die aufwendigen Monumentalfilme waren lediglich der finanzielle Höhepunkt dieser Zeit, denn längst machten US-amerikanische Filmproduktionen den österreichischen immer stärkere Konkurrenz in den Kinos. Die US-amerikanische Filmindustrie spielte die Produktionskosten in den Vereinigten Staaten herein und konnte danach ihre Filme weltweit zu Niedrigstpreisen auf den Markt werfen. Da die Qualität der amerikanischen Filme nicht zuletzt durch stetige Immigration von europäischen Filmschaffenden und deren Wissen konstant zugenommen hatte, während die europäische Filmindustrie im Ersten Weltkrieg qualitativ beinahe stillstand, hatte man den US-Produktionen nur noch wenig entgegenzusetzen.
1925 erreichte die US-amerikanische Filmflut, die bereits den französischen, britischen und italienischen Film lahmgelegt hatte, auch Österreich. 1200 US-Produktionen wurden von der Zensurbehörde zum Import zugelassen, während in Österreich nur noch 35 Spielfilme, in den mittlerweile technisch bestens eingerichteten Ateliers, produziert wurden. Der Filmbedarf der 750 österreichischen Kinos wurde jedoch auf lediglich 300 bis 350 Filme geschätzt. Zahlreiche Produktionsgesellschaften schlossen zu dieser Zeit, und etwa 3.000 Filmschaffende (direkt wie indirekt vom Film abhängig) wurden arbeitslos. Zur gleichen Zeit stieg jedoch die Zahl der Verleihfirmen auf etwa 70 an, wobei kleinere österreichische Verleiher ebenso zu Grunde gingen, wie die Filmproduktionsgesellschaften.
Aus diesem Anlass rief der Filmbund Anfang Mai zu einer Demonstration auf, der sich rund 3.000 Künstler, Musiker, Artisten, Arbeiter und Angestellte sowie Gewerbetreibende der Filmbranche anschlossen. Darunter auch Größen wie Sascha Kolowrat-Krakowsky, Jacob und Luise Fleck, Walter Reisch, Magda Sonja, Michael Curtiz, Hans Theyer und viele andere. Die Demonstration zog ausgehend von der Neubaugasse über die Mariahilfer Straße zum Parlament. Dies machte die Bundesregierung auf die Existenzbedrohung der österreichischen Filmwirtschaft aufmerksam, und bereits am 19. Mai trat ein Filmkontingentierungsgesetz in Kraft, das unter anderem Einfuhrquoten für ausländische Filme vorsah. Zwar war die Zeit der Massenproduktionen dennoch vorbei, aber der Fortbestand der heimischen Filmindustrie, wenn auch in abgespeckter Form, war somit gesichert. Trotzdem übersiedelten die meisten österreichischen Filmschaffenden endgültig nach Berlin – das „Hollywood Europas“. Lediglich die Sascha-Film, mit dem Familienvermögen Sascha Kolowrat-Krakowskys im Hintergrund, vermochte noch Großproduktionen herzustellen.

#### Letzte Jahre des Stummfilms
| Stummfilmproduktion kurze u. lange Spielfilme |           |
| Jahre                                         | Anzahl    |
| 1906–1914                                     | 130       |
| 1914–1918                                     | 180–190   |
| 1919–1922                                     | 522–537   |
| 1923–1930                                     | 180–190   |
| Total:                                        | 1012–1047 |

1926 erschienen neben 19 Spielfilmen auch die Filmzeitschrift Mein Film, die fortan, bis zur Einstellung 1956, eine der einflussreichsten Wiener Filmzeitschriften war.
1925 produzierte die Sascha-Film Das Spielzeug von Paris mit der französischen Schauspielern Lily Damita in der Hauptrolle. Der Film bestach durch die Fülle prachtvoller Abendkleider, deren Hersteller in den Filmzeitschriften nicht zu erwähnen vergessen wurden. Bekannte Filmdarsteller wurden damals häufig werbewirksam mit Kleidung lokaler Modehäuser ausgestattet. 1927 stellte Sascha-Film Die Pratermizzi her. Ein vorbestimmter Erfolg, angesichts der Tatsache, dass die Sascha-Film der einzig verbliebene Großproduzent Österreichs war. Regisseur war Gustav Ucicky und Hauptdarstellerin die „Säuferin großen Stils“, die US-Amerikanerin Nita Naldi.
1927 folgte der Film Café Elektric, für welchen der inzwischen schwer krebskranke Sascha Kolowrat-Krakowsky Willi Forst und Marlene Dietrich als Hauptdarsteller entdeckte. Regie führte abermals der ehemalige Kameramann Gustav Ucicky, der sich bei Die Pratermizzi behaupten konnte und so Sascha Kolowrat-Krakowskys Vertrauen erlangte. Willi Forst spielte glaubwürdig einen Unterweltganoven, entfaltete aber erst in den Tonfilmen seinen sympathischen Charakter.
In Deutschland gelang 1927 dem für die Ufa arbeitenden österreichischen Regisseur Fritz Lang mit dem sozialkritischen Science-Fiction-Klassiker Metropolis ein Film von Weltgeltung. Es war zudem der teuerste Film, den die Ufa jemals finanziert hatte, was die Filmgesellschaft vorübergehend auch in finanzielle Bedrängnis brachte. Wien verfügte zu der Zeit über 170 Kinos mit 67.000 Sitz- und 308 Stehplätzen. Dabei fassten nur vier Wiener Kinos mehr als 1000 Personen, das Gros der anderen Wiener Kinos fasste zwischen 200 und 400 Personen. In Wien wurde 1926 die Kinobetreibergesellschaft Kiba gegründet. Deren primäre Aufgabe war der Aufkauf und Betrieb von Kinos, um die sozialdemokratischen Interessen innerhalb Wiens zu stärken.
1927 erschienen 21 österreichische Spielfilme, 1928 stieg die Zahl auf 28 an. 1929 erschienen 23 Stummfilme und der erste Tonfilm, und 1930 13 Stumm- und 4 Tonfilme. Darunter der mit deutsch-nationalen Sprüchen in den Zwischentiteln aufwartende Stummfilmoperette Erzherzog Johann von Regisseur Max Neufeld. Mit Das Schicksal derer von Habsburg war zu dieser Zeit ein weiterer Film über die Habsburger zu sehen. In dieser deutschen Produktion spielte Leni Riefenstahl die Geliebte von Kronprinz Rudolf, Mary Vetsera.
1928 ging der 21-jährige Wiener Alfred Zinnemann nach einer Kameraausbildung in Paris als Kameraassistent nach Berlin. Schon 1929 zog es ihn nach Hollywood, wo er als Regisseur und Produzent bald Karriere machte und mehrere Oscars gewann.
1929 setzte sich in neorealistischer Manier Fritz Weiß in seinem Film Vagabund für die soziale Stellung von Landstreichern ein. Darin wirkten auch die noch jungen Schauspieler Walter Edhofer, Paula Pflüger und Otto Hartmann. Verwendet wurden auch Aufnahmen aus dem realen Leben. Fritz Weiß orientierte sich in diesem Werk stark am sowjetischen Revolutionsfilm, den er genau studiert hatte.

## Frühe Tonfilmära
In der Tonfilmära konnte sich der „Wiener Film“ voll entfalten. Diese Musik- und Komikerfilme waren geprägt vom Wiener Schmäh und abgeschwächter Verwendung des Wiener Dialekts, und erfreuten sich nicht zuletzt auch daher großer Beliebtheit im deutschsprachigen Ausland, da sie mit romantischen, wohl aber auch verklärten Sujets, aus dem Wien der Kaiserzeit aufwarteten. Dies taten die Filme selbst dann noch, als bereits Wirtschaftskrise, Massenarbeitslosigkeit, und zuletzt auch der Austrofaschismus den österreichischen Alltag beherrschten. Zudem konnten im Tonfilm erstmals die einzigartigen Charaktere und Komiker des Wiener Kabaretts und Theaters voll zur Geltung kommen – spielte hier der Wortwitz und die Ausdrucksweise seit jeher eine größere Rolle als etwa die Mimik und Gestik.
Einige der Stars des Wiener Films waren Paula Wessely, Attila Hörbiger, Rudolf Carl, Fritz Imhoff, Leo Slezak, Magda Schneider und Willi Forst, der sowohl als Schauspieler als auch als Regisseur von Bedeutung war. Die bekanntesten Vertreter des Komikerfilms waren die gegensätzlichen Hans Moser und Szőke Szakáll. Während Hans Moser seine Schauspielerkollegen häufig durch sein sprachlich und mimisch einzigartiges, natürliches Auftreten an die Wand spielte, glänzte Szöke Sakall mit einem intellektuell bissigen bis sadistisch-aggressiven Humor. Mit dem Max-Reinhardt-Seminar-Abgänger Richard Romanowsky fand sich noch ein weiterer Komiker unter den Schauspielgrößen des frühen Tonfilms.
Der Musik- und Komikerfilm, der sich gegen sämtliche andere Genres durchsetzte, wurde aber auch von verschiedenen Seiten kritisiert. So forderte etwa Friedrich Schreyvogl „Dichter an die Filmfront“, da dadurch wieder mehr Persönlichkeit und Einfall in das Filmschaffen käme. In den 1930er Jahren wurden alle Filme in den verschiedenen Ateliers der Tobis-Sascha oder der Selenophon Licht- und Tonbildgesellschaft hergestellt. Die größten Auftraggeber und Filmverleiher, abgesehen vom hauseigenen Sascha-Filmverleih, der die Eigenproduktionen vertrieb, waren Hugo Engel, Robert Müller, Allianz, Lux, Kiba, Lyra-Film, Mondial oder auch Universal.

### Die 1930er-Jahre

#### Die ersten Tonfilme
| Tonfilmproduktion abendfüllende Spielfilme |        |
| Jahr                                       | Anzahl |
| 1929                                       | 1      |
| 1930                                       | 4      |
| 1931                                       | 9      |
| 1932                                       | 11     |
| 1934                                       | 18     |
| 1935                                       | 27     |

Bis 1930 wurden noch hauptsächlich Stummfilme hergestellt, da sowohl Kinos als auch Filmproduzenten noch nicht auf Tonfilmgeräte umgestellt hatten. Die ersten Kurztonfilme ausländischer Produktion erreichten Österreich am 8. Juni 1928, wo sie in der Wiener Urania mit großem Erfolg aufgeführt wurden. Diese Filme wurden nach dem Tri-Ergon-Verfahren der Erfinder Massolle, Vogt und Engel nach einem deutschen Lichttonverfahren aufgeführt.
Der erste abendfüllende Tonfilm erreichte Österreich am 21. Jänner 1929 – im Wiener Central-Kino in der Taborstraße. Es war Alan Croslands „Der Jazzsänger“, welcher in den USA bereits am 23. Oktober 1927 premierte, und in Österreich unter dem Titel „Der Jazzsänger“ lief. Der Ton wurde synchron zum Film auf einer Schallplatte abgespielt.
Erste Versuche der Tonfilmherstellung in Österreich wurden im Sommer 1929 mit dem Lichttonverfahren „Selenophon“ durchgeführt. Die Premiere des ersten österreichischen Tonfilms – „G’schichten aus der Steiermark“ – fand am 23. August 1929 in Graz statt. Verwendet wurde allerdings das Ottoton-System des Regisseurs Hans Otto Löwenstein. Ein Großteil der ersten österreichischen Kurztonfilme dieses Jahres beschränkte sich noch auf das Einsetzen von plumpen Geräusch- und Musikeffekten. Darauf folgten Kabarettsketche, wie etwa „In der Theateragentur“ aus dem Jahr 1930. In jenem Jahr stieg die Tonfilmproduktion auf 4, 1931 auf 9, 1932 auf 11 und auf 18 im Jahr 1934. Die schlechte finanzielle Ausstattung der nach der großen Krise Mitte der 1920er-Jahre verbliebenen Filmproduktionsgesellschaften begünstigte zahlreiche Koproduktionen mit Ungarn, der Tschechoslowakei, Großbritannien, Frankreich und Deutschland.
Bis 1933 erschienen durch Anwendung des Selenophon-Verfahrens auch mehrere Spielfilme, wie zum Beispiel Mikrophon auf Reisen von der RAVAG-Film der Radio-Verkehrs-AG – dem Vorgänger des heutigen ORFs. Nachsynchronisiert wurde unter anderem der Monumentalfilm Die Sklavenkönigin aus dem Jahr 1924. Unter dem Druck der Nazi-Diktatur fand das Selenophon-Verfahren zugunsten der Tobis-Klangfilm endgültig sein Ende.
Im gut situierten heimischen Filmverleih spezialisierten sich die Unternehmen hingegen auf die Anbringung von Untertiteln in den importierten fremdsprachigen – hauptsächlich aus den USA stammenden – Produktionen. 1930 erlangte Attila Hörbiger in Der unsterbliche Lump an der Seite seines zwei Jahre älteren Bruders Paul seine erste Filmrolle. Zur selben Zeit schrieb der zuerst als Journalist in Wien tätige, und später als Drehbuchautor nach Berlin gezogene Samuel Wilder mit Menschen am Sonntag sein erstes verfilmtes Drehbuch. 1931 folgte das Drehbuch zur Erstverfilmung von „Emil und die Detektive“, das er gemeinsam mit Erich Kästner schrieb. Bei diesem von Gerhard Lamprecht inszenierten Film handelte es sich um einen der ersten Real-Kinderspielfilme mit Ton.
1931 erschien mit dem Südtiroler Luis Trenker in der Hauptrolle der Film Berge in Flammen. Ein Film des für die Ufa in Deutschland arbeitenden österreichischen Regisseurs Karl Hartl, der 1938 auch Produktionsleiter der Wien-Film wurde. Als Hauptdarsteller in der deutschen Produktion M gelang auch dem aus der heutigen Slowakei stammenden Österreicher Peter Lorre der Durchbruch. 1931 erlangte der Komiker Karl Farkas seine ersten Filmrollen in Justizmaschine und Unter den Dächern von Wien, welcher der französischen Produktion Unter den Dächern von Paris nachempfunden war.
Die bereits in den 1920er-Jahren zu einer Kopier- und Einfärbeanstalt im Verbund des damaligen Kolowrat-Filmimperiums verkommene Sascha Filmfabrik in Wien geriet im Zuge der Umstellung der Filmproduktion von Stumm- auf Tonfilm in eine schwere Krise, die 1930 zum Ausgleich führte. Nach Fertigstellung des ersten abendfüllenden Tonfilms der Sascha-Film 1930 (Geld auf der Straße) sollte das Unternehmen liquidiert werden. Doch ein neues Konsortium erklärte sich bereit, die Gesellschaft weiterzuführen. 1932 wurde das Unternehmen von den Gebrüdern Pilzer übernommen, und wenig später, nach Einstieg der deutschen Tobis Tonbild-Syndikat AG, wurde die Produktionsgesellschaft in „Tobis-Sascha Filmindustrie AG“ umbenannt. 1931 erschien Otto Premingers erster Film: Die große Liebe mit Hansi Niese, Attila Hörbiger und Betty Bird in den Hauptrollen.
Die hohe Arbeitslosigkeit der 1930er-Jahre beeinflusste auch das Filmschaffen. So standen 1932 sowohl in Max Neufelds Sehnsucht 202 als auch in Scampolo, ein Kind der Straße von Hans Steinhoff Arbeitslose im Mittelpunkt. In Scampolo, ein Kind der Straße wirkten Dolly Haas und Paul Hörbiger als Hauptdarsteller. Billy Wilder schrieb das Drehbuch. Es war neben Madame wünscht keine Kinder aus dem Jahre 1933 das einzige Drehbuch das Billy Wilder für einen österreichischen Film schrieb.
Mit Der Hexer (1932) nach Edgar Wallace mit Paul Richter als Inspektor und Unsichtbare Gegner (1933) mit den Schauspielgrößen Raoul Aslan, Paul Hartmann, Oskar Homolka und Peter Lorre seien auch zwei erfolgreiche Kriminal- und Spionagefilmproduktionen des frühen Tonfilms in Österreich genannt. Regisseur der beiden Filme war Rudolf Katscher, der später in Großbritannien als R. Cartier Karriere machte. Von den Schauspielern wanderte neben Peter Lorre auch Oskar Homolka wenig später in die Vereinigten Staaten aus.
Auch die politischen Parteien wussten die Möglichkeiten des Tonfilms zu nutzen. So ließ die Sozialdemokratische Partei zwei Filme herstellen: Das Notizbuch des Mr. Pim, in dessen Verlauf ein konservativer Amerikaner vom „Roten Wien“ überzeugt wird und Die vom 17er Haus von Artur Berger, ein sozialutopischer Film, der für die Landtagswahl 1932 produziert wurde. Dies war auch der letzte Film der SPÖ vor dessen Verbot im Ständestaat. Der Film endet mit dem Aufruf „Seid gescheit! Das rote Wien siegt! Wählt sozialdemokratisch!“. 1933 wurde das „Lehrinstitut für Tonfilmkunst“ am Bauernmarkt – wo einst die Wiener Kunstfilm über Ateliers verfügte – in Wiens 1. Bezirk gegründet. Als Lehrer fungierten fortan Größen des österreichischen Films wie Artur Berger, Karl Farkas, Heinz Hanus, Franz Herterich, Fritz Klingenbeck, Hans Theyer und andere. Von den 833 Kinos, die in Österreich 1934 bestanden, befanden sich 177 in Wien.

#### Entstehen des Musikfilms
Ab Anfang der 1930er-Jahre entstanden nach den ersten Gehversuchen mit den neuen Möglichkeiten des Tonfilms richtige Sing- und Musikfilme mit bekannten Sängern dieser Zeit. So erschien 1933 Abenteuer am Lido von Regisseur Richard Oswald mit den Sängern Alfred Piccaver, Nora Gregor und dem Komiker Szőke Szakáll in den Hauptrollen. Der österreichische Musikfilm, wie er nach dem Zweiten Weltkrieg in zahlreichen Musikkomödien seine Fortsetzung fand, wurde in diesen Jahren geboren. Zwar war damit auch das Schicksal der Kinomusiker besiegelt, doch entstand mit dem Fach des Filmkomponisten ein neuer Beruf. Von diesen war der Deutsche Willy Schmidt-Gentner ein begehrter Vertreter, für den Wien zur zweiten Heimat wurde. Einige erfolgreiche österreichische Komponisten, die auch in Hollywood Karriere machten, waren Hans J. Salter, Anton Profes und Robert Katscher.
Mit dem Musikfilm verwandte Operettenfilme wurden jedoch noch eine Zeit lang hergestellt, so etwa Frasquita unter der Regie von Karel Lamač, Im weißen Rössl, Ball im Savoy und Frühjahrsspende. Darin wirkten Opernstars wie Piccaver, Jeritza und Jarmila Novotná, Schauspielgrößen wie Franziska Gaal, Christl Mardayn, Hans Jaray und Hermann Thimig, sowie Komikergrößen wie Hans Moser, Heinz Rühmann und Rudolf Carl. In Heut’ ist der schönste Tag in meinem Leben sang der in Deutschland unerwünscht gewordene Joseph Schmidt unter der Regie von Richard Oswald, der wenig später nach Hollywood übersiedelte. In den von Henry Koster inszenierten Filmen Tagebuch der Geliebten, Ball im Savoy und Die entführte Braut zeichnete der beliebte Operettenkomponist Paul Abraham für die Musik verantwortlich.
Auch die weinselige und sangesfreudige Tradition „Alt-Wiener“ Vorstadtvereine setzte sich im Tonfilm fort. Es erschienen Produktionen mit den teils für sich sprechenden Titeln wie Das Lercherl vom Wienerwald (1931), Wiener Zauberklänge (1931), Lang ist es her und Das Glück von Grinzing.
1933 kehrte der Wiener Regisseur Wilhelm Thiele, der 1930 mit Die Drei von der Tankstelle bekannt geworden war, aus Berlin zurück. Für Großfürstin Alexandra konnte er den Operettenstar Maria Jeritza für ihre einzige Filmrolle gewinnen. Opernsänger Leo Slezak, der gerade seine zweite Karriere als Komiker und Charakterdarsteller beginnt, spielte den männlichen Nebenpart. Im selben Jahr erschien mit Die Abenteuer des Königs Pausole auch eine Koproduktion mit Frankreich – mit Emil Jannings in der Hauptrolle – und eine Koproduktion mit Ungarn: Rakoczimarsch. Als Unser Kaiser fungierte Karl Ehmann neben Hansi Niese als Frau eines Oberförsters. Regie führten Jakob und Luise Fleck.
1933 erschien Leise flehen meine Lieder, vom nun ins Regie-Fach gewechselten Willi Forst. Diese Verfilmung eines Werkes von Franz Schubert war Startschuss für eine Fortsetzung der erfolgreichen Schubert-Verfilmungen aus vergangenen Jahren. Kurz vor der Premiere des Films in Berlin war bereits Adolf Hitler an die Macht gekommen und hatte gegen Österreich die Tausend-Mark-Sperre verhängt. Die englische Fassung erschien 1934 unter dem Namen The Unfinished Symphony. Da eine Synchronisation damals technisch noch nicht möglich war, wurde dieser Film mit leicht veränderter Besetzung nachgespielt. Die erste Synchronisationsmöglichkeit (Dubbing) wurde in Wien durch die Selenophon erst 1937 vorgestellt.
1933 und 1934 erschienen mit Opernring mit Sänger Jan Kiepura, Karneval und Liebe mit Hans Moser und Hermann Thimig und Burgtheater von Willi Forst weitere erfolgreiche Musikfilmproduktionen. In Zauber der Bohème aus dem Jahr 1937 spielte Jan Kiepura an der Seite seiner Frau Marta Eggerth, die 1933 auch in Leise flehen meine Lieder und 1938 in Immer, wenn ich glücklich bin ihr schauspielerischen Geschick unter Beweis stellte. In Premiere (1937) spielte die im Theater an der Wien erfolgreich singende Schwedin Zarah Leander erstmals in einem deutschsprachigen Film mit. 1934 drehte der Regisseur Henry Koster, damals noch als Hermann Kosterlitz bekannt, mit der aus Ungarn stammenden Schauspielerin Franziska Gaal die beiden Filme Peter und Katharina die Letzte.

#### Im österreichischen Ständestaat
Die politisch instabile Situation in der jungen Republik Österreich führte 1933 zu einem Putsch von Engelbert Dollfuß und gipfelte 1934 im Österreichischen Bürgerkrieg, in welchem Dollfuß seine Stellung festigen konnte. Unter dessen autoritärer Führung wurde die Meinungsfreiheit stark eingeschränkt und die Zensur in vielen Bereichen eingeführt. Diese Zeit ist aber auch gekennzeichnet durch den steigenden Einfluss und Druckausübung der Nationalsozialisten auf den österreichischen Staat und dessen Einrichtungen – auch kulturelle.
Als Reaktion auf die politische Situation nahm in den 1930er-Jahren der Anteil der Filme, die im Prater gedreht wurden, weiter zu. Denn die im Ständestaat offiziell nicht existenten gesellschaftlichen Brüche konnten im Prater, den Jung und Alt aus allen gesellschaftlichen Klassen besuchten, noch ansatzweise thematisiert werden. So entstand hier 1936 auch der Film „Prater“, der im Gegensatz zur Überzahl der Heimat- und Musikfilmproduktionen nicht mit aufwändigen Kostümen oder alpenländischer Tracht aufwartete, sondern mit schlichter Alltagskleidung des Österreichs der Gegenwart ausgestattet war.
1933 sorgte die Wiener Schauspielerin Hedwig Eva Maria Kiesler mit einer zehnminütigen Nackt- sowie einer Liebesszene im Film Ekstase für einen Skandal. Der Wiener Rüstungsindustrielle Fritz Mandl, den sie noch im selben Jahr heiratete, verbot ihr daraufhin die Schauspielerei, worauf sie 1937 in die Vereinigten Staaten emigrierte und als Hedy Lamarr Karriere bei MGM machte.
Ende 1933 wurden die Rosenhügel-Ateliers von der nunmehrigen Tobis-Sascha-Film erworben und neu adaptiert. Dort wurde 1934 mit Maskerade, der zum Aushängeschild des „Wiener Films“ werden sollte, ihr vorletzter Film hergestellt. In Maskerade kam die erfolgreiche Theaterschauspielerin und spätere Grande Dame der deutschen Schauspielkunst Paula Wessely an der Seite von Adolf Wohlbrück, Hans Moser und Olga Tschechowa zu ihrer ersten Rolle und erlangte internationale Bekanntheit. An den Filmfestspielen von Venedig erhielt der Film einen Preis für das beste Drehbuch. 1935 wurde das Thema in den USA unter dem Titel Escapade mit Luise Rainer neu verfilmt. Nach Hohe Schule (1934) wurden die Studios nur noch vermietet, und Tobis-Sascha konzentrierte sich auf die Distribution von Filmen.
Seit 1933 waren auch die Filmpioniere Jakob und Luise Fleck wieder aus Berlin nach Wien zurückgekehrt. Hier inszenierten sie 1935 gemeinsam mit einer tschechischen Produktionsgesellschaft „Czárdás“ (auch „Csardas“). 1937 inszenierten die beiden „Der Pfarrer von Kirchfeld“ mit Hans Jaray in der Hauptrolle neu. Der als Österreichpropaganda einzustufende Film wurde von der Kirche jedoch kritisiert, da die verbotene Liebe eines Pfarrers zu einer Frau thematisiert wurde.
Von den 300 Filmen, die 1934 anliefen, waren die meisten amerikanischer Herkunft, gefolgt von deutschen Produktionen. Lediglich 27 Filme wurden von den 13 in Wien ansässigen Produktionsfirmen in Österreich produziert. Darunter die beiden Werbefilme für Österreich „G’schichten aus dem Wienerwald“, nach einer Vorlage von Maria Stephan mit dem beliebten Schauspieler-Ehepaar Magda Schneider und Wolf Albach-Retty inszeniert, und „Singende Jugend“ mit den Wiener Sängerknaben in den Bergen Tirols mit seiner neu errichteten Großglockner-Hochalpenstraße.
Zu diesen gezielt zur Erreichung eines positiven Bildes von Österreich im Ausland hergestellten Filmen sind auch „Carneval in Vienna“ (1935), „Wie ein Franzose Wien sieht“ (1937) und „Wiener Mode“ (1937) zu zählen. Zur Darstellung Wiens als „Stadt der Liebe“ sollten auch „Eva“ (1935), „Sylvia und ihr Chauffeur“ (1935), „Rendezvous in Wien“ (1936) sowie „Silhouetten“ (1936) dienen. Gemeinsam mit den in den Alpen hergestellten Heimatfilmen sollten sie in den wirtschaftlich schweren und politisch instabilen Zeiten Touristen und Unternehmer aus dem englisch- und französischsprachigen Ausland anlocken, da der lebensnotwendige Touristenstrom aus Deutschland behindert wurde.
Paula Wessely stand 1936 in „Ernte“, worin die „Wichtigkeit“ der katholischen Kirche hervorgehoben wird, erstmals gemeinsam mit ihrem späteren Mann und vielfachem Filmpartner Attila Hörbiger vor der Kamera. Es entstanden noch mehrere weitere Filme, teils mit Paula Wessely in einer der Hauptrollen, die der katholischen Kirche bzw. der katholischen Bundesregierung des österreichischen Ständestaates schmeichelten.

#### Vorweggenommener „Anschluss“ des österreichischen Films
Mit Beginn des Nazi-Regimes in Deutschland ergab sich für die im Tonfilm stark von Deutschland abhängige österreichische Filmindustrie eine neue Situation, an die man sich anpasste, um nicht aus dem Geschäft gedrängt zu werden.
Diese Entwicklung wurde durch permanente Druckausübung von deutscher Seite aktiv unterstützt und bestärkt. Nicht zuletzt deshalb, da viele deutsche Filmschaffende 1933 nach Österreich emigrierten, und somit Propagandaminister Joseph Goebbels' Verbot der Mitwirkung von Juden in der deutschen Filmindustrie umgingen. So etwa Henry Koster, der in Wien Komödien, u. a. mit Franziska Gáal, drehte, oder auch Paul Czinner, Elisabeth Bergner, Kurt Gerron sowie die Regimekritiker Werner Hochbaum und Erich Engel.
Druckmittel waren vor allem in personalpolitischer und finanzieller Hinsicht gegeben, da Deutschland das wichtigste Exportland darstellte. Die – für Österreich ungünstigere – Quote des bilateralen Filmhandels musste jedoch jährlich neu verhandelt werden. Und seit Übernahme der Sascha-Film durch die im Besitz der nationalsozialistischen Cautio Treuhand befindliche Tobis im Jahre 1934 hatte Deutschland ein weiteres Druckmittel zur Behinderung des freien Filmschaffens in Österreich in der Hand.
Da das fortgesetzte Filmschaffen emigrierte Deutscher in Österreich die Beschlüsse der Reichsfilmkammer wirkungslos machte, reagierte man mit der Androhung eines Importverbotes für österreichische Produktionen, sollten weiterhin Juden bei österreichischen Filmen mitwirken. Diese Drohung konnte nur durch Zugeständnisse von Oskar Pilzer, in der Rolle des Präsidenten der Wiener Filmproduzentenvereinigung, abgewendet werden. Doch 1936 konnten sich die Nationalsozialisten mit dem Druckmittel des Importverbotes für österreichische Filme nach Deutschland doch noch durchsetzen. In Berlin kam es am 20. April zu einem Abkommen der Reichsfilmkulturkammer mit dem Bund österreichischer Filmindustrieller. Der nach Paris emigrierte Schriftsteller Joseph Roth bezeichnete dies im Neuen Pariser Tagebuch als nichts anderes als den „vollendeten ‚Anschluß‘ der österreichischen Filmproduktion an die deutsche“. Es war der Vollzug der im Jahr 1934 verschärften Neufassung des deutschen Reichslichtspielgesetzes für Österreich. Jüdische Mitarbeiter waren von nun an auch in der österreichischen Filmindustrie de facto verboten.
Obwohl sich die österreichische Filmindustrie den deutschen Forderungen gebeugt hatten, erließen die Nationalsozialisten noch im selben Jahr, dass in Deutschland entstandene Erlöse nicht mehr nach Österreich rückgeführt werden dürfen. Dies führte dazu, dass österreichische Filmunternehmen zwar in Deutschland über Geld verfügten, in Österreich jedoch einer Pleite nahestanden. Daraus resultierte ein Stillstand der österreichischen Filmproduktion. Auch die Tobis-Sascha war von diesen Maßnahmen schwer betroffen. Über die Creditanstalt ging das Unternehmen 1937 zur Gänze an die Tobis AG über. 1938 wurde sie aufgelöst und als Wien-Film GmbH wiedergegründet.
Nun forderten nicht mehr nur jüdische Filmschaffende, die 1937 Österreich noch nicht verlassen hatten, einen unabhängigen Österreichischen Film, sondern auch österreichisch-nationale Kreise. Die späte Erkenntnis trafen in den politisch einflussreichen Gremien jedoch auf immer weniger Gehör. Deutsche Propagandaproduktionen, „die das Dritte Reich als Paradies schildern“, wurden in Österreich immer mehr verbreitet, ohne das Österreich dem etwas entgegensetzen könnte. Ganz im Gegenteil waren nun auch österreichische Produktionen zusehends von derselben ideologischen Machart geprägt.

#### Kritik am aufkommenden Totalitarismus
Nur wenige Regisseure trauten sich in den 1930er-Jahren noch an sozial- oder regimekritische Themen heran. Zu diesen wenigen gehörten die beiden aus dem nationalsozialistischen Deutschland geflüchteten Werner Hochbaum und Erich Engel. Zwar erreichten beide mit ihren Filmen nicht besonders viel Bekanntheit, doch waren sie eine einmal mehr, und einmal weniger deutliche Stellungnahme gegen falsche politische Autorität und Militarismus, die in den Kinos zu sehen war. Werner Hochbaums bedeutendster Beitrag war „Vorstadtvarieté“ (1935), basierend auf einer lange verbotenen Vorlage Felix Saltens. Der Film, der mit einem ungeahnten Realitätsbezug aufwartete, wurde im österreichischen Ständestaat teilweise zensiert. Die tragische Schlussszene, in der der von Luise Ullrich gespielte Charakter vom Zug überrollt wird, wird auf Intervention der Kinobesitzer durch eine nachgedrehte, unlogische Handlung mit Happy-End ersetzt.
Ein weiterer kritischer Regisseur dieser Jahre war Erich Engel, der 1935 „… nur ein Komödiant“ mit Rudolf Forster in einer Doppelrolle sowie Christl Mardayn, Hilde von Stolz und Paul Wegener in weiteren Rollen inszenierte. Trotz seiner antiautoritären Handlung entging der gegen Faschismus gerichtete Film sowohl der österreichischen als auch der deutschen Zensur, was vermutlich darauf zurückzuführen ist, dass der Film in der Zeit des Rokoko spielte. So kommt im Film eine Sequenz vor, in der der Staatsminister den Hauptmann dazu auffordert, die 70 unzufriedenen und rebellierenden Untertanen zu erschießen. In dieser die Auseinandersetzung zwischen Diktatur und Humanität darstellenden Szene kommt es daher zu folgendem Dialog, nachdem der Staatsminister den Hauptmann aufgefordert hatte, in die Menschenmenge zu schießen:
Hauptmann: Das kann ich nicht!

Staatsminister: Was soll das heißen? Herr Hauptmann, Sie haben meinen Befehl gehört!

Hauptmann: Ich bin kein Mörder, ich bin Offizier!

Staatsminister: Sie sind Offizier gewesen!

### Während des Nationalsozialismus (1938–1945)
Nach dem Anschluss Österreichs an Deutschland erlitt das Filmwesen aufgrund massiver Beschneidung der Meinungsfreiheit und Einführung einer strengen Zensur einen erneuten Rückschlag. Die Vertreibung und Tötung jüdischer, ausländischer und regimekritischer Bürger setzte ein, und nur Befürworter oder Anpassungswillige blieben zurück.
Das Filmschaffen zur Zeit des Nationalsozialismus in Österreich war von der Herstellung von sogenannten Kultur- und Heimatfilmen geprägt. Diese berichteten aus der Natur und vom ländlichen Leben. 60 solcher Filme wurden zwischen 1939 und 1944, als die letzte derartige Produktion entstand, produziert. Dem gegenüber stand die Produktion von rund 50 Spielfilmen. Bei diesen handelte es sich um scheinbar gewöhnliche Komödien oder Historienfilme aus dem alten Wien und dessen Musikwelt. Diese transportierten jedoch teils unterschwellig, teils offensichtlich, nationalsozialistisches Gedankengut mit sich. So stärkten diese Filme nicht nur antisemitische Vorurteile, sondern spotteten auch über Demokratie, andere Völker, und häufig auch über die Habsburger-Monarchie, wozu es in den vielen Filmen, die in den letzten Jahren der Donaumonarchie spielten, zahlreiche Gelegenheiten gab.
Durch die Produktionen der nun als Wien-Film in Erscheinung tretenden Tobis-Sascha-Film wurde Wien neben Berlin und München zu einer Hauptstätte der Filmproduktion. Klassische Propagandafilme wurden in Wien allerdings nur wenige hergestellt, da das aus Berlin vorgegebene Motto bei der Filmherstellung Kraft durch Freude lautete. Neben der Wien-Film existierten nur noch wenige, kleine Produktionsgesellschaften, die jedoch allesamt vertraglich eng mit der Wien-Film verbunden waren. Freies, unabhängiges Filmschaffen, gab es nicht mehr. Das Importverbot für ausländische Filme führte zudem dazu, dass das gesamte Filmwesen des Deutschen Reiches, effizient und klar strukturiert wie es war, hochprofitabel arbeitete.
Die Produktion von Filmen, gelenkt vom Reichspropagandaministerium, beschränkte sich im Wesentlichen auf die Herstellungen von Komödien und Heimatfilmen mit „Ostmark“-Bezug. Der Blick zurück in die Operettenwelt bot eine willkommene Gelegenheit für die Regisseure nicht plumpe Propagandafilme herstellen zu müssen, was jedoch Antisemitismus und andere politische Botschaften in den Filmen nicht ausschloss. Die unterhaltsamen Produktionen eigneten sich zudem zum Export.
Eine Wien-Film-Spezialität zur Flucht aus der Gegenwart war auch die Aufbereitung von Schicksalen Wiener Musiker und Dichter. Als Fortsetzung des Wiener Films der 1930er-Jahre inszenierten Willi Forst und Kollegen Komödien und Musikfilme aus 300 Jahren Wiener Kulturgeschichte.

#### Filmwirtschaft und erste Folgen des „Anschlusses“
Bereits kurz nach dem Einmarsch, am 12. März 1938, ersetzte die UFA-Tonwoche alle bisherigen österreichischen Wochenschauen und berichtete am 15. März in voller Breite vom „Siegeszug“ Adolf Hitlers nach Wien und von den begeisterten Massen, die nun bessere Zeiten nach den Jahren der Massenarbeitslosigkeit erhofften, bei den Truppenparaden.
Zur Absegnung des bereits vollzogenen Anschlusses Österreichs an Deutschland wurde am 10. April eine Volksabstimmung abgehalten. Im Vorfeld wurde eine alles umfassende Werbekampagne durchgeführt, zu welchem Zwecke auch Filmstars wie Paul Hörbiger eingespannt wurden, die aus „eigener Überzeugung“ für ein „Ja“ warben. Filmzeitschriften wie die beliebte Publikumszeitschrift „Mein Film“ rechtfertigten den Anschluss mit der Begründung, der österreichische Film sei deutsch, und schon immer deutsch gewesen. In den ersten Gefangenentransporten nach Dachau befanden sich auch der Kämpfer für den wertvollen Film, Viktor Matejka. Der Kulturhistoriker, Kritiker und Schauspieler Egon Friedell beging hingegen am 16. März 1938 Suizid.
Am 30. Oktober 1939 wurde die Verordnung über den Sicherheitsfilm erlassen, da die Filme bis dahin noch aus dem leicht entflammbaren Nitrofilmmaterial bestand. Ab 1. April 1940 durften Filmkopien nur noch auf Sicherheitsfilm hergestellt werden. Aufgrund des Krieges konnte dies allerdings nicht umgesetzt werden, weshalb auch die Produktionen der Wien-Film nur auf dem leicht zersetzbaren Nitrofilm erhalten waren, und erst bis zum Jahr 2000 vom Filmarchiv Austria weitgehend auf Sicherheitsfilm umkopiert werden konnten.
Die Rassenideologien der Nationalsozialisten hatten weitreichende Auswirkungen auf das österreichische Kino- und Filmverleihwesen. Noch vor der Machtergreifung der Nationalsozialisten in Deutschland 1933 waren rund 90 % der Filmverleiher und 50 % der Wiener Kinobesitzer jüdischen Glaubens. Sämtliche jüdische Kinobetriebe, die nicht bereits vor dem Anschluss Österreichs an Deutschland vertrieben wurden, wurden binnen weniger Tage „arisiert“.
Zu Beginn des Jahres 1942 wurden umfangreiche interne Umstrukturierungen in der UFA vorgenommen. Der zentrale Verleih der Filme war in Berlin, und auch die anderen Bereiche, wie etwa die Kinos, wurden wirtschaftlich und organisatorisch total auf Berlin konzentriert. Personal- und Materialverknappung erforderten zudem äußerste Sparsamkeit, wovon die Öffentlichkeit jedoch nichts erfahren durfte. Filme durften nicht länger als 2500 Meter sein und nicht mehr als eine Million Reichsmark kosten. Auch die bisher enorm hohen Gagen für die Filmschaffenden wurden gesenkt. Im Februar 1943 erreichte die Filmschaffenden die Warnung, keine falschen Meldungen über den Stand des Krieges zu verbreiten. Gefängnis- und Todesstrafe waren angedroht. Einen Monat später wurde eine Verordnung verabschiedet, nur noch Mindestgehälter auszubezahlen.

#### Spielfilme
Noch vor der Vollendung der Umstrukturierungen im österreichischen Filmwesen durfte der anerkannte Regisseur E. W. Emo zwei Filme in eigener Produktion herstellen. Die Emo-Film brachte im Herbst 1938 die beiden Lustspiele „Der Optimist“ mit Viktor de Kowa und „Dreizehn Stühle“ mit dem Komikerduo Heinz Rühmann und Hans Moser heraus. Auch bei der ersten Wien-Film-Produktion, die im März 1939 erschien, führte E. W. Emo Regie: „Unsterblicher Walzer“ entstand in den Rosenhügel-Studios und handelte in bester Wiener Musikfilm-Tradition von Johann Strauss.
Noch vor der ersten Wien-Film Aufführung erschien die 1938/1939 von der „Mondial Film“ in den Rosenhügel-Studios gedrehte Produktion „Hotel Sacher“ unter der Regie von Erich Engel. Der Inhalt war eine Liebesgeschichte sowie eine Spionage-Affäre in den Jahren 1913 und 1914. Hedwig Bleibtreu mimte die „Frau Sacher“ und als seltene Gäste in Wien spielten Sybille Schmitz und Willy Birgel ebenfalls in diesem keineswegs unpolitischen Film – betreibt er doch Vergangenheitsbewältigung mit nationalsozialistischem Akzent – mit.
1939 gelangte auch die Wienerin Marte Harell über ihren Mann, den Wien-Film-Leiter, Karl Hartl zum Film. Sie beginnt ihre Karriere gleich mit einer Hauptrolle – in der Opernball-Verfilmung von 1939. Ihre Paraderolle liefert die stets im Wiener Dialekt sprechende Schauspielerin 1944 im Wiener Liebesfilm „Schrammeln“ ab. Der erste Film Gustav Ucickys bei der Wien-Film hieß „Mutterliebe“ und erschien 1939 in den Kinos. Hauptdarstellerin war Käthe Dorsch, die dem Idealbild der „deutschen Mutter“ ein Denkmal setzen sollte.
Ernst Marischka schrieb 1940 das Drehbuch zu „Wiener G'schichten“. Inszeniert wurde der Film von Géza von Bolváry. Die Texte zu den beiden bekannten Liedern aus diesem Film, „Ja, das sind halt Wiener G'schichten“ und „Der Wiener braucht sein Stammlokal“ stammten von Ernst Marischka. In Ersterem findet sich auch eine Strophe, die seltene versteckte Kritik an den Nationalsozialisten aufweist: „Der Münchner trinkt, wenn er an ‚Zurn‘ hat, eine Maß Bier aus, der Berliner schreit laut, 's hört man fast von hier aus! Der Wiener geht in sein Café bei schlechter Laune, und beim ersten Braunen lacht man schon.“
1941 erging in einem Rundschreiben an die Filmschaffenden der Wien-Film eine Verordnung bezüglich Darstellungen in Filmen:
| Verboten war: - rauchende Personen - Karikierung eines Lehrers - Habsburger - K.u.k.-Uniformen - kinderlose Ehen - Berlin von negativer Seite - Berliner Dialekt sprechende Personen - Film im Film - uneheliche Kinder - Katastrophen | Unerwünscht war: - Häufung von Zufällen - Spionage durch Wehrmachtsmitglieder - Namen wie Lehmann, Schulze, Müller, Meier, Krause, Anna, Emma, Berta, Marlies, August, Emil, Gustav Erwünscht war hingegen: - positive Darstellung eines Lehrers - kinderreiche Familien - gut klingende, schöne Namen |

Nur vereinzelt gelang es, weiter Meisterwerke zu schaffen, so etwa Willi Forst, dessen „Wiener Blut“ aus dem Jahr 1942 erstaunlich anti-deutsche Töne anschlug, die nicht nur retrospektiv als Kommentar zur politischen Lage gelesen werden konnten. Es war einer von nur vier Filmen, die er für die Wien-Film herstellte, und zudem auch der erfolgreichste, der auch im Ausland viel besucht wurde. Ebenfalls sehr erfolgreich und genau den Geschmack des Publikums treffend war auch „Operette“ aus dem Jahr 1940. Paul Hörbiger spielte hierbei den Alexander Girardi, nachdem er in „Unsterblicher Walzer“ bereits Johann Strauss Vater gespielt hatte. In „Brüderlein fein“ (1942) und „Der liebe Augustin“ (1941) stellte er Franz Grillparzer dar.
Für die Kamera zuständig war bei „Operette“ der bedeutendste Kameramann dieser Jahre: Hans Schneeberger. 1942 drehte auch Wien-Film-Produktionsleiter Karl Hartl seinen einzigen Film für die Wien-Film: „Wen die Götter lieben“ – eine Verfilmung von Mozarts Leben. Der meistbeschäftigte Drehbuchautor der Wien-Film war Gerhard Menzel. Er schrieb die Drehbücher für „Mutterliebe“ (1939), „Der Postmeister“ (1940), Schicksal (1942), „Späte Liebe“ (1943), „Das Herz muß schweigen“ (1944), „Am Ende der Welt“ (1943/47) und andere. Diese Filme wiesen mit der Thematisierung von Opferbereitschaft, blindem Gehorsam und Treue in verschiedenen Milieus allesamt eine starke parteipolitische Orientierung auf. Menzel erfand die unwahrscheinlichsten Situationen und Zufälle, lediglich um „vorbildliche“ Menschen im Sinne der Nationalsozialisten zu zeigen. Bis auf „Der Postmeister“ konnten diese Filme mit ihren vielfach unrealistischen Handlungssträngen lediglich durch die Leistung ihrer Schauspieler Heinrich George, Hilde Krahl, Hans Holt, Siegfried Breuer, Käthe Dorsch, Paula Wessely, Attila Hörbiger, Ferdinand Marian und Rudolf Forster überzeugen.
Der auf einer Novelle des russischen Literaten Alexander Sergejewitsch Puschkin basierende Film „Der Postmeister“ war auch daher eine außergewöhnliche Produktion, da die Sowjetunion plötzlich positiv dargestellt wurde, und Russen ausnahmsweise nicht als „verhasste Bolschewiken“, sondern als gewöhnliche Menschen dargestellt wurden. Dieser Sonderfall war allerdings genauso politisch motiviert, wie all die anderen Produktionen der Nationalsozialisten. Denn im Jahr 1940 bestand noch der deutsch-sowjetische Nichtangriffspakt. Als das Deutsche Reich dennoch den Überfall auf die Sowjetunion unternahm, wurde die Vorführung des Films umgehend verboten.
Hans Moser, als beliebtester Komiker der damaligen Zeit, wurde in zahlreichen Filmen eingesetzt. Seine jüdische Frau Blanka überlebte den Nationalsozialismus abgeschoben in Budapest, wo sie Hans Moser gelegentlich besuchen durfte. In „Sieben Jahre Pech“ (1940) von der Styria-Film unter der Regie von Ernst Marischka sang Hans Moser das berühmte Lied „Ich muss im früheren Leben eine Reblaus g'wesen sein“. Der Film war so erfolgreich, dass 1942 eine Fortsetzung, „Sieben Jahre Glück“, gedreht wurde. Der beste Moser-Film dieser Jahre war jedoch „Meine Tochter lebt in Wien“ unter der Regie von E. W. Emo, der mit einer Szenenkomik wie bei der Commedia dell’arte aufwarten konnte. Er spielte hier erstmals gemeinsam mit dem ebenfalls sehr beliebten Paul Hörbiger.

#### Kultur- und Heimatfilme
Auch in Österreich gab es einige Kulturfilmkinos, die außer der Wochenschauen lediglich Kulturfilme zeigten. Diese waren teilweise auch koloriert und zeigten Aufnahmen unter Namen wie „Abend am See“ oder „Blüten und Früchte“ – zwei Filme von Otto Trippel, der im Auftrag der Wien-Film tätig war. Weitere Vertragspartner der Wien-Film waren bei Kulturfilmen Herbert Dreyer, Adi Mayer, und Max Zehenthofer. Als Autoren und Spielleiter waren Ernst Holub, Ulrich Kayser, Constantin von Landau, Peter Steigerwald und Karl von Ziegelmayer tätig.
Gedreht wurde in der gesamten „Ostmark“ sowie in Zusammenarbeit mit dem rumänischen Propagandaministerium auch in den Karpaten und im Donaudelta. So entstand etwa 1942 „Begegnung mit Pelikanen“ gemeinsam mit der rumänischen Filmgesellschaft O.N.C. Ebenfalls in Rumänien entstanden „Karpatenmelodie“ (1943) und „Dragus, ein rumänisches Karpatendorf“ (1943). Kooperationen waren auch mit Bulgarien und Griechenland geplant. 1939 und 1940 gestaltete der spätere Leiter der Filmabteilung im Propagandaministerium, Fritz Hippler, die beiden Dokumentarfilme „Feldzug in Polen“ und „Der ewige Jude“.
An Heimatfilmen entstanden 1944 unter anderen „Heimat am Steilhang“, „Ein Tag in der Wachau“ und „Peter Roseggers Waldheimat“. Aus dem bäuerlichen Leben erzählten etwa „Hof ohne Mann“ (1942), „Der Landtierarzt“ (1943) und „Der letzte Einbaum“ (1944). Bergfilme waren zum Beispiel „Der Bergbach“ (1943), „Bergnot“ (1943) und „Salz der Berge“ (1944). Auch Psychologie zählte zum Themenkreis der Kulturfilme. 1943 entstand diesbezüglich „Die große Welt der Kinderaugen“.
Zumindest in Wien waren die meisten Kulturfilmkinos täglich von früh bis spät ausverkauft, was bei Spielfilmen nicht die Regel war. Bei der Reichsfilmintendanz existierte das Sonderreferat Kulturfilm. 1944 wurden die letzten Kulturfilme bei der Wien-Film fertiggestellt. Seit 1939 waren es rund 60 gewesen.

#### Propagandafilme
Die letzten Jahre der Donaumonarchie waren generell ein beliebter Zeitraum, in dem die Filme zur Zeit des Nationalsozialismus spielten. Hierbei wurde großangelegt über die „Unfähigkeit der Monarchie“ in jeglicher Hinsicht gespottet – sei es nun unfähiges Beamtentum oder der „zum Scheitern verurteilte“ Multinationalismus.
So spielten auch die einzigen vier massiven Propagandafilme der Wien-Film zu dieser Zeit. Bereits 1939 erschien mit Leinen aus Irland ein Film, der starke Ähnlichkeiten zu dem in Berlin gedrehten Propagandafilm Jud Süß aufwies. Lediglich die Zeit – der Film spielte im Jahr 1909 – und das Milieu waren anders. Regie führte Heinz Helbig. Das Originaldrehbuch zu einer Komödie von Stefan von Kamare wurde von Harald Bratt zu einem antisemitischen Propagandadrehbuch umgeschrieben. Mit dem Prädikat „staatspolitisch und künstlerisch wertvoll“ wurde der Film in Berlin uraufgeführt. Die Produktion kostete 744.000 Reichsmark, welche innerhalb von zwei Jahren doppelt eingespielt wurden.
1941 spielte Hans Moser in Liebe ist zollfrei einen Zöllner, der es ganz alleine und unbeabsichtigt schaffte, die Erste Republik ins Wanken zu bringen. Mit Spott und Hohn sollte hier auf die „nicht funktionierende“ Erste Republik und ihren „hilflosen Kanzler“, der von Oskar Sima gespielt wurde, eingegangen werden. Nebenbei machte man sich auch über die englische Sprache, das Schwyzerdütsch, und demokratische Systeme an sich lustig. Manche Filmforscher, wie auch der damalige Wien-Film-Produktionsleiter Karl Hartl retrospektiv, zählen diesen Film jedoch nicht zu den Propagandafilmen, sondern zu den gewöhnlichen Lustspielen der Wien-Film in der NS-Zeit.
Ebenfalls 1941 wurde mit aufwändigen Kulissenaufbauten und Außenaufnahmen in Ostpreußen Heimkehr unter der Regie von Gustav Ucicky gedreht. Der Film spielt vor dem Überfall auf Polen der Wehrmacht. Der Überfall auf Polen, der den Zweiten Weltkrieg auslöste, wird in diesem Film als Hilfsaktion ausgegeben und als Schicksalskampf gerechtfertigt. Die Hauptrollen spielten anerkannte charakterstarke Schauspieler wie Paula Wessely, Attila Hörbiger, Peter Petersen, Carl Raddatz, Ruth Hellberg, Elsa Wagner, Otto Wernicke, Gerhild Weber und Eduard Köck. Bei den Zuschauern sollte ganz im Sinne der offiziellen Politik der Eindruck erweckt werden, dass die Vernichtung des „Untermenschentums“ im Osten geradezu eine moralische Pflicht der Welt gegenüber wäre. Aus diesem Grund wurde der Film nach dem Angriff der deutschen Truppen auf die Sowjetunion in die Kinos gebracht. Der Film kostete 3,7 Millionen Reichsmark und war somit die teuerste Produktion der Wien-Film. Er spielte mit 4,9 Millionen jedoch einen deutlichen Überschuss ein.
Der letzte bekannte Propagandafilm der Wien-Film hieß Wien 1910 und wurde 1943 hergestellt. Er handelte vom populären und antisemitischen ehemaligen Wiener Bürgermeister Karl Lueger, den Hitler schon in seinem Buch „Mein Kampf“ mit bewundernden Worten beschrieben hatte. Lueger wurde von Rudolf Forster gespielt, der eigens aus den USA zurückgekehrt war. Der Film präsentierte einen verzerrten Blickwinkel auf das damalige Wien und seine politischen Akteure. Für das Jahr 1943 war der Film den Entscheidungsträgern in Berlin jedoch zu volkstümlich und die Rolle Georg von Schönerers zu blass gezeichnet. Daher verbot man den Film, der immerhin fast 2,5 Millionen Reichsmark gekostet hatte, für die „Ostmark“.

#### Filmschaffen gegen Kriegsende
Gegen Kriegsende, nach Erklärung des „totalen Kriegs“, spitzte sich die Bevormundung der Bevölkerung durch den Film weiter zu. Die Filme waren mehr denn je an aktuelle Notwendigkeiten angepasst. So erschien 1944 mit „Das Herz muß schweigen“ ein Film über die Röntgenforschung, der die Leistungen und Wichtigkeit der Ärzte in den Vordergrund rückte.
Am 5. Oktober 1943 wurde im Wiener Filmtheater „Scala“ Der weiße Traum uraufgeführt. Dies war einer der ersten „Eisrevue“-Filme und zugleich eine der berühmtesten Produktionen der Wien-Film. Bis Ende 1944 zählte der Film rund um die Hauptdarsteller und preisgekrönten Eisläufer Karl Schäfer und Olly Holzmann rund 25 Millionen Besucher. Mit Reisebekanntschaft, Das Ferienkind und dem Styria-Film Abenteuer im Grandhotel erschienen auch 1943 weitere Hans-Moser-Filme. In den Prager Barrandow-Ateliers arbeitete E. W. Emo seit 1943 an Freunde – einem Film, dessen Produktion sich wegen laufender Zensurmaßnahmen in die Länge zog. Der Film erschien daher erst nach Kriegsende, im August 1945, in den Wiener Kinos.
Im März 1944 wurde nach einem Drehbuch von Ernst Marischka und Hans Gustl Kernmayer die Geschichte des musikalischen Wiener Brüderpaars Johann und Josef Schrammel uraufgeführt. Regie führte Géza von Bolváry, die Schrammeln wurden von Paul Hörbiger und Hans Holt gespielt. In diesem Film wurden wieder einmal seltene, versteckte, Seitenhiebe eingebaut. So etwa, als die „Fiakermilli“ den Josef Schrammel fragte: „Warum sind sie eigentlich so braun, ich meine so abgebrannt, ihr Garten ist doch ganz schattig?“
1944 produzierte die Wien-Film einen der wenigen im Bauernmilieu spielenden Filme: Ulli und Marei. Der Film spielte in Tirol, weshalb auch wieder einige Ensemblemitglieder der bekannten Innsbrucker Exl-Bühne mitwirkten. Regie führte Leopold Hainisch, der ebenfalls im Film mitspielte.
Bis 1944 war die mundartliche Sprechweise der Darsteller in den Wiener Filmen allgegenwärtig. Erst dann wurden die deutschen Kritiker beachtet, die sich etwa über Hans Mosers Wienerisch beklagten: „So mag man Hans Moser auf der Bühne in Wien sprechen lassen. Ein Film aber soll überall gezeigt und verstanden werden, in Flensburg wie in Königsberg, in Düsseldorf wie in Berlin.“ Die Wien-Film musste reagieren, und so erging am 24. Mai 1944 an die Regisseure Willi Forst, Gustav Ucicky, Hans Thimig, Leopold Hainisch und Géza von Cziffra folgendes Rundschreiben: „Von unserer vorgesetzten Behörde werde ich darauf hingewiesen, mit besonderer Sorgfalt darauf zu achten, daß in unseren Filmen der Wiener Dialekt oder der Dialekt der Donau- und Alpenreichsgaue so abgestimmt wird, damit unsere Filme dem deutschen Publikum aller Stämme verständlich bleiben.“
1944 inszenierte Géza von Cziffra die Komödie Hundstage mit dem Paar Olly Holzmann und Wolf Albach-Retty. Im August 1944 meldete der seit März des Jahres neue Reichsfilmintendant Hans Hinkel an Joseph Goebbels, dass er 5300 der 10.200 Angehörigen der Spielfilmproduktion für Wehrmacht und Rüstung frei machen will. So wurden im Nachwuchs-Atelier am Bauernmarkt Nähstuben eingerichtet. Die Filmproduktion wurde enorm beeinträchtigt. Wien-Film-Direktor Franz Hirt versuchte sich gegen diese Maßnahmen zu wehren, blieb jedoch erfolglos. Von den 1453 Mitarbeitern der Wien-Film waren per 31. Jänner 1945 414 eingerückt oder zum Volkssturm dienstverpflichtet.
Noch im Februar 1945 wurde Paul Hörbiger wegen vermeintlichen Verbindungen zu einer Wiener Widerstandsgruppe von der Gestapo verhört, und die Gehaltsauszahlung (6000 Reichsmark monatlich) ausgesetzt. Tatsächlichen Widerstand wagte man bei der Wien-Film allerdings nicht. Es blieb bei Seitenhieben auf das Nazi-Regime in mehreren Filmproduktionen, und bei zaghaften Versuchen, sich den Anordnungen aus Berlin zu widersetzen.

## Nachkriegsära

### Im besetzten Nachkriegsösterreich (1945–1955)

#### Wirtschaftliches und politisches Umfeld
| Filmproduktion abendfüllende (Ton-)Spielfilme |        |
| Jahr                                          | Anzahl |
| 1946                                          | 2      |
| 1947                                          | 13     |
| 1948                                          | 25     |
| 1949                                          | 25     |
| 1950                                          | 17     |
| 1951                                          | 28     |
| 1952                                          | 19     |
| 1953                                          | 28     |
| 1954                                          | 22     |
| 1955                                          | 28     |

Nach dem Zweiten Weltkrieg und der Befreiung vom Nationalsozialismus war Österreich von den Alliierten besetzt. Die Filmindustrie kam aufgrund der Kriegsfolgen wie Zerstörung, Armut und Hunger nur sehr schleppend wieder ins Laufen. Es fehlte etwa an Personal, Kohle zum Heizen und Rohfilmmaterial. Die Stromversorgung kam regelmäßig zum Erliegen und die Lebensmittel waren rationiert. Viele Ateliers, Kinos, andere Gebäude und Straßen waren zerstört.
Eine Orientierungs- und Ratlosigkeit in der Suche einer erfolgreichen österreichischen Filmdramaturgie kennzeichnete diese Jahre, in denen vielfach Erfolgsproduktionen der 1930er-Jahre nachgeahmt wurden. Es entstanden jedoch auch Filme, die sich mit den vergangenen, durch Krieg und Antisemitismus geprägten, Jahren auseinandersetzten. Diese trafen jedoch häufig nicht den Geschmack des breiten Publikums. Selbst Regisseur Willi Forst spricht Ende 1947 von einem „Fiasko des Wiener Films“. Die Produktionen seien nicht mal durchschnittlich. In diesen Jahren erschienen noch acht Filme, die während des Nationalsozialismus hergestellt, oder begonnen wurden – sogenannte „Überläufer“.
Die größte Filmgesellschaft auf österreichischem Boden, die Wien-Film, wurde als „deutsches Eigentum“ von den Alliierten beschlagnahmt. Deren Filmstudios in Sievering und Schönbrunn sowie der Firmensitz fiel an die Amerikaner, das Unternehmen wurde unter gleichem Namen weitergeführt. Die Rosenhügel-Filmstudios lagen in der sowjetischen Besatzungszone und wurden als Teil der USIA als „Wien-Film am Rosenhügel“ betrieben.
Österreich war in den 1950ern ein beliebter Drehort für bundesdeutsche Produktionen, die hier auf günstige Bedingungen zurückgreifen konnten. Zugleich ergab sich für österreichische Filmschaffende die Chance, über die Landesgrenzen hinaus bekannt zu werden. Zahlreiche Filmregisseure und vor allem Schauspieler wanderten in die Bundesrepublik aus.
Zu den neu- und wiedergegründeten Filmgesellschaften zählen in Wien die Sascha-Film, die Belvedere-Film und die Neue Wiener Filmproduktionsgesellschaft, in Salzburg entstand 1947 die Österreichischen Filmgesellschaft m.b.H. (ÖFA), in Graz 1949 die Alpin-Film-Austria und in Wels 1953 die Bergland-Film. Die einzige in den Jahren der Besatzung gegründete Filmgesellschaft, die auch heute noch Spielfilme herstellt, ist die 1954 gegründete Epo-Film. Die übrigen aufgezählten gingen in den 1960er und 1970er Jahren Pleite.
Nicht zuletzt wegen fehlender Höhepunkte der Filmproduktion der ersten Nachkriegsjahre fiel auch der Absatz und Vertrieb im Ausland schwer. Einzig in die Schweiz gelang der Export reibungslos. Noch 1946 war der Export von Filmen nach Deutschland fast unmöglich. Die Lage besserte sich um 1947 wieder. 1948 jedoch verhandelte Westdeutschland eine Einfuhrquote mit Österreich, die ein Verhältnis von 1:4 zugunsten Westdeutschlands vorsah. Diese Quote musste jährlich neu verhandelt werden.
Wie sich in den 1930er Jahren zusehends bemerkbar machte, war Österreich stark vom deutschen Markt abhängig. Die österreichischen Produzenten stellten ihre Filme daher häufig nach den Wünschen der deutschen Verleihe her. Obwohl diese Produktionsweise erfolgreich war und Profite abwarf, wurde kaum neues ausprobiert.
Ab 26. Oktober erschien die beliebte Filmzeitschrift „Mein Film“ wieder – jedoch nur in beschränktem Umfang, da es neben vielen anderen Gütern auch an Papier mangelte. Ab 1949 erschien „Filmkunst – Zeitschrift für Filmkultur und Filmwissenschaft“. Diese 1997 eingestellte Filmzeitschrift war die am längsten bestehende deutschsprachige Filmzeitschrift.

#### Wiederaufnahme der Filmproduktion
Zur Filmproduktion in Österreich benötigte man bis 1955 eine Lizenz der zuständigen Besatzungsmacht. Die erste, die eine solche erhielt, war Marte Harell, die 1946 Glaube an mich, eine Mischung aus Heimatfilm und Komödie, mit Regisseur Géza von Cziffra und Kurt Nachmann als Drehbuchautor produzierte. Es war der erste österreichische Film, der in Deutschland nach dem Zweiten Weltkrieg gezeigt wurde.
Die „Wiederauferstehung“ Österreichs, auf die auch der Titel Glaube an mich anspielt, war in einigen Produktionen dieser Jahre ein mehr oder weniger vordergründig mitschwingendes Thema. So reist die „Konstante“ des österreichischen Tonfilms Hans Moser, der sowohl vor, während als auch nach dem Nationalsozialismus zu den populärsten und häufigst-eingesetzten Schauspielern zählte, in Die Welt dreht sich verkehrt durch die Epochen der österreichischen Geschichte, um am Schluss zu erfahren: „Die gute Zeit liegt immer vor einem, und für die Tatsache, ob sie wirklich gut wird, sind nur wir selbst verantwortlich zu machen.“ Es war dies der erste Hans-Moser-Film nach 1945, Regie führte J. A. Hübler-Kahla.
In der Nachkriegszeit entstanden mehr filmische Biografien denn je zuvor. In Seine einzige Liebe (1947) wurde Franz Schuberts Leben mit Franz Böheim in der Hauptrolle verfilmt, in Der Komödiant von Wien (1954) setzte Karl Paryla Alexander Girardi ein Denkmal. In Singende Engel (1947) von Regisseur Gustav Ucicky wirkten die Wiener Sängerknaben sowie Gustav Waldau als Joseph Haydn mit. Die Reaktionen der Kritik auf eine erneute Auflage solcher Musiker-Verfilmungen waren durchwegs, dass dies „nicht der richtige Weg der Wiener Filme“ sei.
Wenig später jedoch erschien einer der größten Kinoerfolge der österreichischen Nachkriegszeit: Der Hofrat Geiger (1947) von Willi Forst und Paul Hörbiger produziert und mit Waltraut Haas als Hauptdarstellerin und Sängerin des als Schallplatte höchst erfolgreichen Titellieds „Mariandl“. Der in der Wachau spielende Film hatte die Funktion, die Bewohner der zerbombten Städte an einer unversehrten Landschaft zu erfreuen. Der auch im Ausland gezeigte Film war zudem eine effektvolle Werbung für den Fremdenverkehr. In österreichischen Kinos erreichte der Film bis zum 30. April 1951 eine außergewöhnlich hohe Besucherzahl von 2,55 Millionen.
1948 erschien mit Franz Antel einer der wichtigsten Regisseure der folgenden beiden Jahrzehnte auf der „Bühne“ des österreichischen Films. Er stellte mit „Das singende Haus“ seinen ersten Spielfilm her, der in den 1920er und 1930er Jahren spielt und von Theater, Musik und Revue in der Zeit der aufkommenden Jazzrhythmen handelt. Die Hauptrollen besetzten u. a. Hans Moser und Curd Jürgens. Antels frühe Werke Eva erbt das Paradis (1954), mit Gunther Philipps erster Hauptrolle, und die Reisekomödie Verliebte Leute mit Peter Alexanders erster Hauptrolle zählen zu den Klassikern der österreichischen Filmkomödie.
Der letzte „Überläufer“ aus der NS-Zeit wurde erst 1949 fertiggestellt und in den Kinos gezeigt: die Operetten-Komödie Wiener Mädeln von Willi Forst. Zum Zeitpunkt des Drehbeginns der erste Farbfilm der Wien-Film.
Insgesamt kann die Bandbreite des österreichischen Films des ersten Nachkriegsjahrzehnts mit Theaterkomödie, bäuerlicher Schwank, Wiener musikalische Komödie, Sommer- und Winter-Fremdenverkehrsfilme, biografische Filme, Literaturverfilmungen und Dokumentarfilme umfasst werden.
Was die Wiener Produktionen nicht schafften, bewerkstelligte 1950 die britische Produktion Der dritte Mann. Der Agentenfilm mit seiner berühmten Zithermusik von Anton Karas machte Wien weltberühmt. Als Produzent fungierte der Monumentalfilmproduzent des Wiener Stummfilms der 1920er-Jahre, Alexander Korda. Das Drehbuch stammte von Graham Greene. Die US-amerikanischen Filmstars Joseph Cotten und Orson Welles spielten neben bekannten österreichischen Darstellern wie Paul Hörbiger, Hedwig Bleibtreu, Siegfried Breuer und Ernst Deutsch.

#### Genre-Variationen und Komödien-Dominanz
Neben Heimatfilmen und (musikalischen) Komödien erlebten auch Operettenverfilmungen Hochkonjunktur. Von 1950 bis 1954 entstanden jährlich zwei Operettenverfilmungen, in denen Werke von Edmund Eysler, Jara Beneš, Leo Fall, Robert Stolz, Fred Raymond, Carl Zeller und Johann Strauss verarbeitet wurden. Die bekanntesten Darsteller dieser Filme waren Elfie Mayerhofer und Curd Jürgens in Küssen ist keine Sünd (1950), Paul Hörbiger in Der fidele Bauer (1951), Johannes Heesters und Waltraut Haas in Tanz ins Glück (1951) sowie Hannerl Matz in Saison in Salzburg (1952) und Die Perle von Tokay (1954). Auch Opern wurden verfilmt, so etwa Mozarts Don Juan (1955) mit Cesare Danova, Josef Meinrad und Marianne Schönauer. Der Film zeichnet sich auch durch eine hervorragende Kameraführung von Willi Sohm und Hannes Fuchs aus. 1953 versuchte Regisseur Ernst Marischka mit der Richard-Tauber-Biografie Du bist die Welt für mich den Sängerfilm wiederzubeleben. Der Versuch wurde 1954 mit dem Zirkusfilm König der Manege fortgesetzt. Damalige Hörfunk- und Plattenstars wie Rudi Schuricke, Vico Torriani und Rudolf Schock sollten solche Filme bereichern.
In der ersten Hälfte der 1950er-Jahre erlebten die Musik- und Reisekomödien ihren Höhepunkt. Von der Kritik abgelehnt und von den Intellektuellen belächelt, erreichten solche Filme jedoch große Akzeptanz unter der Bevölkerung. Wichtige Regisseure dieser Jahre waren Franz Antel, Alfred Stöger, Hubert Marischka, Harald Reinl, Gustav Ucicky, Hans Schott-Schöbinger, Alfred Lehner oder Alfons Stummer, wobei sie in der Regel keine ästhetischen Neuerungen durchsetzten, sondern für eher konventionelle Inszenierungen sorgten.
Die dem Heimatfilm nahestehenden Heimat- und Reisekomödien erzählten typischerweise von Verwechslungen, Glücks- und Zufällen im Leben der durchschnittlichen österreichischen Bevölkerung. In Ernst Marischkas Reisekomödie Zwei in einem Auto erlangte die Schauspielerin Johanna Matz, in den folgenden Jahren als „Hannerl“ bekannt, große Bekanntheit. In den folgenden Heimatfilmen Die Försterchristel, Hannerl und dem Operettenfilm Die Perle von Tokay avancierte sie zu einem neuen österreichischen Filmstar.
Einige Komödien-Klassiker stellte die Schönbrunn-Film in den frühen 1950er Jahren rund um Hauptdarsteller Paul Hörbiger her: Hallo Dienstmann, im hervorragenden Duett mit Hans Moser, Der alte Sünder (1951) und die Geschichte rund um die Wiener Volkssängerin Fiakermilli, gemeinsam mit Gretl Schörg.
Neben den dominierenden musikalischen Komödien wurden nur wenige andere Genres bedient. So zählten die Kriminalfilme Arlberg-Express (1948, Regie: Eduard von Borsody) und der von der Kritik vielfach gelobte Prämien auf den Tod (1949, Regie-Debüt: Curd Jürgens) ebenso eine Besonderheit dar wie der Märchenfilm Liebling der Welt (1949, nach einem Drehbuch von Karl Farkas und Siegfried Bernfeld).
Im Dokumentarfilmbereich entstanden 1951 zwei bedeutende Produktionen: Das Salzburger Welttheater vom Dokumentarfilmpionier Max Zehenthofer und Abenteuer im Roten Meer vom weltbekannten Taucher und Naturforscher Hans Hass. Bei den Filmfestspielen in Venedig erhielt Hans Hass für sein Werk den Preis für den besten abendfüllenden Dokumentarfilm. Im Auftrag der Wien-Film begleitete Albert Quendler den Forscher Ernst Zwilling nach Afrika. Mit einheimischen Laiendarstellern drehte er dort 1955 den Dokumentar-Spielfilm „Omaru“ her, der bei der Premiere im Cinema-Palast am Lido begeistert aufgenommen wurde. Bereits 1952 sorgte Quendler mit Symphonie Wien für einen experimentellen Beitrag zum Dokumentarfilmschaffen.
Eine einzigartige und außergewöhnliche Produktion der österreichischen Filmgeschichte erschien 1952. Mit Geldern der Bundesregierung entstand der Science-Fiction-Film 1. April 2000. Der Film handelt von der Erklärung der Unabhängigkeit Österreichs und der darauf folgenden Empörung der „Weltschutzkommission“. Die millionenteure Produktion sollte die Alliierten an ihre Entlassung Österreichs in die Unabhängigkeit erinnern. Nicht 48, sondern bereits drei Jahre später geschah dies tatsächlich. Ob der Film hierbei eine Rolle spielte, ist nicht bekannt.

#### Vergangenheitsbewältigung und -verklärung
Der Vergangenheitsbewältigung wurde im österreichischen Film der Nachkriegszeit nur eine geringe Bedeutung zugemessen. Manche Filmschaffende stellten sich jedoch der Auseinandersetzung mit der jüngsten Vergangenheit. So etwa Eduard Hoesch, der 1946 Der weite Weg inszenierte – ein Film, der die Lebensbedingungen nicht verklärte und sich mit den Schicksalen von Kriegsheimkehrern auseinandersetzte. Der Aufbau war dennoch typisch für einen österreichischen Heimatfilm: eine melodramatische Liebesgeschichte, eine verhängnisvolle Verwechslung, ein Missverständnis und zum Schluss ein Happy-End. Hauptdarsteller waren Rudolf Prack, Hans Holt, Maria Andergast, Willy Danek und Thea Weis.
Den künstlerischen Höhepunkt des Filmjahrs 1948 stellte der politisch-aufklärerische, humanitäre Film Der Prozeß von G. W. Pabst dar. Pabst wollte damit an seine Werke Westfront 1918 und Kameradschaft anknüpfen, was ihm jedoch nicht ganz gelang. Der Film thematisierte den latenten Antisemitismus in Mittel- und Osteuropa am Beispiel eines ungarischen Dorfes im Jahr 1882, ging jedoch nicht näher auf die Ursachen oder auf Lösungsvorschläge ein. Der Film stieß daher auf wenig Interesse beim Publikum und zählt zu den weniger besuchten der 25 Filmproduktionen des Jahres 1948. 1955 inszenierte er Der letzte Akt über das Lebensende Adolf Hitlers mit Albin Skoda in der Hauptrolle.
Auch Das andere Leben, von Rudolf Steinböck inszeniert im Filmstudio des Theaters in der Josefstadt, thematisierte die jüngste politische Vergangenheit. Trotz Aufgebot der besten Schauspieler des Theaters wie Aglaja Schmid, Robert Lindner, Gustav Waldau, Vilma Degischer, Leopold Rudolf, Siegfried Breuer, Erik Frey, Anton Edthofer und Erni Mangold fand jedoch auch diese Produktion nur wenig Andrang in den Kinos.
1948 erlangte die 1938 in die Schweiz geflohene Maria Schell in Der Engel mit der Posaune ihre erste Hauptrolle. Hans Holt, Oskar Werner, Paula Wessely und Attila Hörbiger spielten in diesem von Karl Hartl inszenierten Geschichtsfilm an ihrer Seite. Im Gegensatz zu Der Prozeß und Das andere Leben fand diese Produktion rege Zuschauerströme, weshalb Karl Hartl bei Alexander Korda in London auch eine englische Fassung herstellen ließ. Vor allem Maria Schell und Oskar Werner kamen dadurch mit der englischen Filmszene in Kontakt.
Eduard von Borsody produzierte 1948, auf einem Schauspiel von Fritz Hochwälder basierend, Die Frau am Weg. Brigitte Horney, Otto Woegerer und Robert Freytag spielten die Hauptrollen in diesem von „Funk und Film“ als „Meilenstein am Weg einer gesunden, aufrechten und künstlerischen österreichischen Filmproduktion, wie sie sein soll und sie die Welt von uns erwartet“ gelobten Film rund um einen Widerstandskämpfer. Dieser Film zählte neben Der Hofrat Geiger und Der Herr Kanzleirat auch zu den acht Filmen, die 1948 offiziell in Deutschland gezeigt werden konnten.
Eine sehr erfolgreiche Produktion war Helmut Käutners Die letzte Brücke aus dem Jahr 1954. Der etwas verklärende Antikriegsfilm handelte von einer deutschen Ärztin die in Gefangenschaft der jugoslawischen Partisanen gerät und dort tapfer ihrer ärztlichen Pflicht weiter nachgeht. Die Hauptdarstellerin Maria Schell stieg dank diesem Film zum Star auf. Bei den Filmfestspielen von Cannes gewann sie den Preis für die beste Darstellerin.
Wesentlich mehr als in der Vergangenheitsbewältigung wurde im Bereich der Vergangenheitsverklärung unternommen. Regisseur Hans Schott-Schöbinger gelang mit Erzherzog Johanns große Liebe, gespielt von O. W. Fischer und Marte Harell, der nach Der Hofrat Geiger erfolgreichste Film der Nachkriegsjahre. Dies löste eine Kettenreaktion aus, sodass Monarchie-Verklärungen wieder Hochkonjunktur im österreichischen Film hatten. Zuerst scheiterte noch Paula Wessely als Produzentin und Hauptdarstellerin mit Maria Theresia – ein wenig besuchter Film, der vermutlich zu weit in die Vergangenheit zurückgriff, vor allem aber an seinem Drehbuch scheiterte.
1953 sprang jedoch Franz Antel auf den Zug der in der Zeit um 1900 angesiedelten Monarchie-Filme, in dem er sich einen filmischen Schlagabtausch mit Ernst Marischka lieferte. So inszenierte Antel nach eigenem Drehbuch 1953 Kaiserwalzer und erreichte damit in Deutschland das höchste Einspielergebnis, das ein österreichischer Film bis dahin erreicht hatte. Ernst Marischka folgte mit Der Feldherrnhügel nach Alexander Roda Roda, worauf Antel 1954 wiederum mit Kaisermanöver konterte. Daraufhin stellte Ernst Marischka 1955 Die Deutschmeister her, mit Romy Schneider in einer Hauptrolle. Das Duell der beiden Regisseure wurde nur kurz von Hans Schott-Schöbingers Hofjagd in Ischl (1955) unterbrochen und sogleich von Franz Antels Der Kongreß tanzt fortgesetzt. Die Auseinandersetzung konnte letztendlich eindeutig Ernst Marischka für sich entscheiden, dem mit Sissi, gespielt von Romy Schneider, zweifellos einer der bekanntesten und erfolgreichsten österreichischen Filme aller Zeiten gelang. Einzementiert wurde dieser auch internationale Erfolg mit zwei Fortsetzungen (Sissi – Die junge Kaiserin, 1956 und Sissi – Schicksalsjahre einer Kaiserin, 1957). Romy Schneider gelangte in diesen Rollen zu Weltruhm und hatte in den Jahren danach stets gegen die Identifikation mit dieser Rolle zu kämpfen.

### Zwischen Kommerz- und Avantgardefilm (1955–1970)
| Spielfilmproduktion |        |
| Jahr                | Anzahl |
| 1956                | 37     |
| 1957                | 26     |
| 1958                | 23     |
| 1959                | 19     |
| 1960                | 20     |
| 1961                | 23     |

1955 startete in Österreich der Probebetrieb des Fernsehens, welches es in Westdeutschland bereits gab. Eine neue Konkurrenz für das Kino zeichnete sich ab. 1969 nahm der Österreichische Rundfunk (ORF) das Farbfernsehen auf, ab 1970 bestanden zwei vollwertige Programme. Die Konkurrenz durch das Fernsehen machte weltweit die Filmproduzenten erstmals darauf aufmerksam, dass ihre Produktionen nicht mehr so selbstverständlich und ohne Anstrengung verkauft werden konnten. Die US-amerikanische Filmindustrie reagierte umgehend darauf mit der Einführung der Produktionstechniken Cinemascope, Cinerama, 70-mm-Film, 3-D-Spektakeln und der Herstellung von Filmen mit aufwendigen Bauten und Menschenmassen – ähnlich den Monumentalfilmen der 1920er-Jahre. Die technischen Änderungen wurden auch vom Rest der Welt, inklusive Österreich, bald übernommen. Ab 1957 gab es österreichweit regelmäßigen Fernsehbetrieb an sechs Wochentagen.
In Österreich wurde zwar auch eine 3-D-Kamera entwickelt – von Walter Maier und Kurt Traum vom Trickfilmstudio Traum & Maier – doch geriet diese Erfindung nach wenigen Kurz- und Werbefilmen bald wieder in Vergessenheit. Dem einsetzenden Besucherrückgang versuchte man hierzulande mit noch intensiverer Wiederverwertung von Altbewährtem begegnen. Die Zahl der Eigenproduktionen nahm zugunsten der Auftragsproduktionen stetig ab. Wenn österreichische Filmproduzenten ihre Weltrechte an deutsche Vertriebe vergaben, kam es beim Weiterverkauf oft vor, dass die Geschäftspartner vergaßen, Österreich als Ursprungsland zu nennen.
Neben den Heimatfilmen und ihm verwandten Genres nahmen andere Ziele verfolgende Projekte einen untergeordneten Rang ein. Die Spielfilmproduktion erlebte 1956 ein außergewöhnliches Hoch, doch schon 1958 war das letzte große Jahr von Heimat- und Monarchiefilmen. In den 1960er-Jahren versuchte man dem Besucherschwund in den Kinos mit der Internationalisierung des Films entgegenzutreten. Italienische, deutsche, französische und amerikanische Produktionsgesellschaften, Schauspieler und Regisseure wurden für Nachahmungen erfolgreicher ausländischer Produktionen, wie etwa den James-Bond-Filmen, engagiert.
Anstelle der Heimatfilme und Komödien blühte nun der Avantgardefilm mit Arbeiten von Peter Kubelka oder Kurt Kren auf, die heute internationale Wertschätzung genießen und zu den wesentlichen Werken dieses Genres zählen. Diese Tradition setzten Ernst Schmidt jr. und Dietmar Brehm erfolgreich fort. Kommerzielle Produktionen kamen in den 1960ern immer seltener zustande. Zwar kamen vor allem US-Produktionen nach Österreich, um hier zu drehen, aber Koproduktionen kamen nur vereinzelt zustande, da Österreich nicht Mitglied der EWG war. Es gelang auch nicht, an moderne Filmästhetiken anzuschließen, etwa die französische Nouvelle Vague. Der Regisseur Eddy Saller versuchte, einen österreichischen Trashfilm zu etablieren, scheiterte aber. Erfolgreicher waren Produktionen im Erotikbereich, etwa die Mutzenbacher-Filme von Kurt Nachmann mit Christine Schuberth.

#### Filmwirtschaft
Nach Abzug der Alliierten gingen die Rosenhügel-Studios in den Besitz der nun staatlichen Wien-Film über, welche kein Interesse an einer Fortführung der Filmproduktion zeigte. Bis auf die Atelieranlagen Simmering gingen 1966 alle Wien-Film-Studios in den Besitz des ORF über. Die ÖFA produzierte von 1947 bis 1957 18 Filme, die in 21 Ländern verkauft wurden, und die Sascha-Filmproduktion stellte im selben Zeitraum 15 Filme her, die in 48 Ländern verkauft wurden. Der Erlös österreichischer Filmproduktionen in Deutschland war wesentlich geringer als in den Jahren zuvor.
Obwohl neben dem Fernsehen auch durch zunehmende Mobilisierung der Bevölkerung mit Motorrollern und PKW sowie in Mode kommende Tanzlokale dem Kino weiter Konkurrenz machten, konnten Filmstars und Produzenten die Gagen in Deutschland weiter in die Höhe treiben. So verdienten 1956 Maria Schell und O. W. Fischer je 1,2 Millionen Schilling, Curd Jürgens 900.000 und Nadja Tiller 450.000.
Die großen Filmproduktionsgesellschaften verschlossen sich Neuerungen. Um kein geschäftliches Risiko einzugehen, machten sie sich bereitwillig von deutschen Filmverleihern abhängig. Die sogenannten österreichischen Heimatfilme wurden in vielen Belangen – sei es Szenerie oder Schauspieler – auf den deutschen Markt abgestimmt. Wenig verwunderlich daher die andauernde negative Einstellung der Kritiker zu solchen Produktionen. So resümierte ein Kritiker der „Funk und Film“ zu „Heimweh ..., dort wo die Blumen blühn“ im Jahr 1958: „Franz Antel hat diesen Film auf die Tränendrüsen abgestimmt und außerdem zu einem Tiefpunkt der heimischen Filmproduktion beigetragen“. Paul Hörbiger, der auch in eben erwähntem Film eine Hauptrolle spielte, bekannte diesbezüglich: „Aufgrund meiner reichen Erfahrungen, die ich während meiner Dreharbeiten in Deutschland sammeln konnte, habe ich mir einen Wiener Dialekt zugelegt, der auch in Berlin und Hamburg verständlich ist. Da sich der österreichische Film in Österreich nie amortisieren kann, müssen wir unsere Filme nach den Wünschen des gesamten deutschsprachigen Publikums inszenieren.“
Nach dem Erfolgsabsturz der inhaltlich immer gleichen Komödien, Operetten- und Heimatfilme, der sich bereits ab 1958 erkennbar machte, ging deren Produktion drastisch zurück. Die Absatz- und Umsatzzahlen nahmen dementsprechend ab, woraufhin beispielsweise die Creditanstalt 1961 mit der Liquidierung der ÖFA reagierte. Nachdem bereits die heimische Filmproduktion in den 1960er-Jahren weiter abgenommen hatte, setzte ab Mitte der 1960er auch das Kinosterben ein. 1957 beendete die Filmzeitschrift „Mein Film“ ihre Tätigkeit, und Ende des Jahres 1965 erschien die letzte Ausgabe von „Paimann’s Filmlisten“, die bisher Kinobesitzern als Orientierungshilfe bei neu erscheinenden Filmen diente. Deutschland ereilte filmwirtschaftlich gesehen in diesen Jahren das gleiche Schicksal – aufgrund der gleichen Ursachen. Nach diesem Schlusspunkt der leichten und kitschigen Unterhaltungsfilme, die seit den 1930er-Jahren zusehends die Oberhand gewannen, sorgten von nun an jüngere Generationen für eine unterschiedlichere Entwicklung des deutschen und österreichischen Films.

#### Höhepunkt der Heimatfilmproduktion
Die klassische Heimatfilmwelle, in der klischeebehaftet das einfache Leben der Bevölkerung von Bergdörfern, meist in Form von Liebesgeschichten, dargestellt wurde, wurde 1954 durch den Film Echo der Berge ausgelöst. Der Film war eine österreich-spezifische Abwandlung des US-amerikanischen Films Der Wilde und fand wegen seines Erfolgs zahlreiche Nachahmer. Die geringe Handlungsvielfalt solcher Produktionen bezeichnete der einst in die Vereinigten Staaten emigrierte Regisseur Billy Wilder sehr treffend mit der Aussage „…wenn die Deutschen [gemeint war der gesamte deutschsprachige Raum] einen Berg im Hintergrund und Paul Hörbiger im Vordergrund sehen, sind sie schon zufrieden.“
Zu den ersten dieser Nachahmer zählen die sich mit Berg- und Tieraufnahmen auszeichnenden und dadurch auch tourismuswirksamen, Produktionen Die Sennerin von St. Kathrein (1955) von der Schönbrunn-Film und Heimatland (1955), unter der Regie von Franz Antel nach der Novelle Krambambuli. Das Heimatfilm-Genre wurde schließlich auf die Zeit der Monarchie ausgedehnt und mit neuen Motiven angereichert, wobei insbesondere Sissi (1955) von Ernst Marischka mit Romy Schneider und Karlheinz Böhm in den Hauptrollen das herausragendste Beispiel darstellt, das auch internationalen Erfolg erzielte und zwei Fortsetzungen erlebte. Gefördert durch den kommerziellen Erfolg, erschienen bereits 1956 sechs Heimatfilme, darunter Försterliesl, Die Magd von Heiligenblut und Das Hirtenlied vom Kaisertal.
Rasch wurde das Genre noch weiter ausgedehnt. Es mischten sich nun auch deutsche Geschäftsleute und andere Stadtbewohner als Touristen in die Heimatfilm-Dramaturgie, und bestärkten diese Produktionen noch weiter in ihrer Tourismuswirksamkeit. Die Filme spielten nun nicht mehr nur in idyllischen Bergdörfern, sondern zum Beispiel auch im Weinbaugebiet Burgenland – so etwa in Die Winzerin von Langenlois (1957) mit Herta Staal und Gunnar Möller – und im Seengebiet Salzkammergut – wie in Almenrausch und Edelweiß (1957). Wesentlicher Bestandpunkt solcher Filme war eine oder mehrere Liebesgeschichten. Bekanntestes Heimatfilm-Liebespaar waren Anita Gutwell und Rudolf Lenz.
Da der Heimatfilm anfangs viele Zuschauer anzog und finanziell erfolgreich war, kam es rasch zu einer Überproduktion, sodass immer weniger Filme Gewinne erzielten. Auch die vereinzelten Versuche, Heimatfilme zu drehen, die auf Positivzeichnungen verzichteten und stärker zeitgenössische Aspekte in den Vordergrund rückten, ereigneten sich erst, als sich das Genre bereits seinem Ende näherte. Beispiele sind Wolfgang Schleifs Inszenierung Der rote Rausch aus dem Jahr 1962 mit Klaus Kinski oder Der Weibsteufel aus dem Jahr 1966 nach einem Drama von Karl Schönherr. Besonders ungewöhnliche, da ernstere, Vorlagen für Heimatfilme bot Trygve Gulbranssen. Zwei seiner Romane wurden von der Mundus-Film verfilmt: Und ewig singen die Wälder (1959) unter der Regie von Paul May mit Gert Fröbe und Hansjörg Felmy sowie Das Erbe von Björndal (1960) von Gustav Ucicky mit Brigitte Horney.
Bereits 1956 entstanden teils bösartige Parodien auf den Heimatfilm in der Wiener Kabarettszene. Unter der Leitung von Gerhard Bronner machten sich im Intimen Theater Georg Kreisler, Peter Wehle, Kurt Jaggberg und Helmut Qualtinger lustig über den deutschsprachigen Trivialfilm. An manchen dieser Produktionen waren sie auch selbst beschäftigt. Peter Wehle und Gerhard Bronner schrieben nicht nur im Kabarett, sondern auch für Filme wie …und wer küßt mich? (1956) gemeinsam Musik. Helmut Qualtinger hingegen war als Filmschauspieler unter anderem in Du bist die Richtige (1955) zu sehen. In einem musikalisch begleiteten Programm, Blattl vor’m Mund, hießen die Nummern dementsprechend Der Halbwilde, Busen, die die Welt bedeuten und Orpheus in der Filmwelt. Diese Form der Kritik bot erstmals eine Analyse dieses Filmgenres.
Fritz Walden meinte 1972 rückblickend zu den Unterhaltungsfilmen der 1950er-Jahre: „Was den Unterhaltungsfilm dieser Jahre betrifft, so waren wir, das hat sich mittlerweile auch herumgesprochen, nicht sehr glücklich, ich muss aber gleich hinzusetzen, es konnte fast nicht anders sein, weil das Ganze – die kommerzielle Gliederung, der ganze Systemzwang dazu – in unserer, also in der westlichen Welt kommerziell zu denken erforderte. Deutschland hatte in eine sogenannte ‚Marktlücke‘ einzuspringen, und in dieser Marktlücke hatte der österreichische Film, der ja vom deutschen Verleih abhängig war, wieder eine Marktlücke auszufüllen. Das heißt, wir galten als ein amüsantes Volk; das ging so weit, daß, wenn zum Beispiel wirklich ein ernster Film gemacht wurde, wie etwa Georg Tresslers Der Weibsteufel (1966), da hat man schon gelacht, wenn man unsere Berge gesehen hat, weil man sich gefreut hat, jetzt wird was Lustiges kommen.“

#### Komödien, Eisrevue-, Operetten- und Monarchiefilme
Abgesehen von den Heimatfilmen entstanden dieser Jahre auch Eisrevuefilme wie Symphonie in Gold (1956) oder dem Heimatfilm nahestehende Operettenfilme wie Karl Parylas Gasparone (1956) nach Carl Millöcker und Ernst Marischkas Opernball (1956) nach Richard Heuberger.
Erst nach einer vierjährigen Pause entstand 1960 mit Im weißen Rößl von der Sascha-Film ein weiterer Operettenfilm. Die musikalischen Arrangements wurden modernisiert und neue Stars eingesetzt. So spielten in Im weißen Rößl Peter Alexander und Waltraut Haas. Die letzten kommerziellen Operetten-Verfilmungen entstanden von der Sascha-Film im Jahre 1962: Die Fledermaus, Hochzeitsnacht im Paradies und Die lustige Witwe. In allen dreien spielte Peter Alexander eine tragende Rolle, in zweien an der Seite von Marika Rökk.
Weitere volkstümliche Filme und Komödien dieser Jahre waren etwa Ober, zahlen! (1957), Hallo Taxi (1958), Im schwarzen Rößl (1961), Die Abenteuer des Grafen Bobby (1961), Mariandls Heimkehr (1962), Hochzeit am Neusiedlersee (1963), Happy-End am Wörthersee (1964) und Liebesgrüße aus Tirol (1964). In der erfolgreichen Produktion Die Abenteuer des Grafen Bobby beispielsweise spielte Peter Alexander die Hauptrolle. Hier und in den Fortsetzungen wie Graf Bobby, der Schrecken des Wilden Westens (1966) bekam man den singenden Schauspielstar in den unterschiedlichsten Verkleidungen zu sehen – unter anderem als Frau.
Auch Monarchiefilme entstanden in den 1950ern nach altbewährtem Muster. So erschienen 1956 E. W. Emos Ihr Korporal und Franz Antels Kaiserball. Willi Forst inszenierte ebenfalls 1956 Kaiserjäger mit Erika Remberg, Rudolf Forster, Oskar Sima und Gunther Philipp. Das Drehbuch stammte von Kurt Nachmann, die Musik von Hans Lang. Weitere Filme über die Habsburger-Monarchie waren Der Kaiser und das Wäschermädel (1957), Franz Antels Liebe, Mädchen und Soldaten (1958) mit den Sängern Renate Holm und Willy Hagara und Mikosch im Geheimdienst (1959) mit Gunther Philipp.
Viele Filme trugen auch intensive Fremdenverkehrswerbung in sich. So zum Beispiel Holiday am Wörthersee (1956), Verlobung am Wolfgangsee (1956), Liebe, Sommer und Musik (1956) mit den Günther-Zwillingen, Franz Antels Vier Mädels aus der Wachau (1957) mit gleich zwei Zwillingspaaren, Mariandl (1961) oder auch Autofahrer unterwegs (1961). Mariandl war eine Neuverfilmung von Der Hofrat Geiger. Waltraut Haas spielte die Mutter, der ehemalige Kinderstar Conny Froboess die „Mariandl“, und Hans Moser diente als „Windischgruber“. Den „Hofrat Geiger“ gab dieses Mal Rudolf Prack.
In Wien, du Stadt meiner Träume mit Hans Holt und Hertha Feiler führte Willi Forst 1957 zum letzten Mal Regie, bevor er sich ins Privatleben zurückzog. Auch Ernst Marischka beendete seine Karriere als Regisseur, nachdem er 1958 Das Dreimäderlhaus mit Karlheinz Böhm als Franz Schubert fertiggestellt hatte. 1959 starb sein Bruder Hubert. Er selbst starb vier Jahre später. 1959 versuchte man auch mit der Verwechslungskomödie Die Halbzarte Romy Schneiders Image zu korrigieren. Darin spielte sie eine unmoralische, oft freizügig bekleidete, Jugendliche, die einem amerikanischen Produzenten imponieren will. Ihre Mutter spielte passenderweise Magda Schneider.
1961 erschienen unter der Regie von Géza von Cziffra der Eisrevuefilm Kauf Dir einen bunten Luftballon mit Ina Bauer und der Skisport-Film Ein Stern fällt vom Himmel mit Toni Sailer. Ein weiterer der damals aufgrund der Erfolge österreichische Eiskunstläufer vermehrt auftretenden Eisrevuefilme war … und du mein Schatz bleibst hier. Dieser, 1961 von der Wiener Stadthalle produzierte und von Franz Antel inszenierte Film wartete mit dünnen Handlungsfäden, einem knappen Dutzend Komiker und ebenso vielen Musikern auf. Es war erst die zweite Produktion der „Wiener Stadthalle Betriebs- und Produktionsgesellschaft“, welche 1961 von der Stadt Wien gegründet wurde. Nach einer erfolgreichen Erstproduktion – der Musikkomödie Unsere tollen Tanten – und jenem Eisrevuefilm folgten noch zahlreiche weitere Produktionen dieser Art. Insgesamt ließ sich die Stadt Wien die 25 Produktionen rund 100 Millionen Schilling kosten (rund 7,3 Millionen Euro, ohne Berücksichtigung der Inflation). Der damalige Aufsichtsratsvorsitzende Glaserer resümierte in einem Interview mit der Zeitschrift „Filmkunst“ (Nr. 47, S. 15): „Wenn wir mit den Tollen Tanten nicht solchen Erfolg gehabt hätten, dann wäre das ganze Geld nicht in den Eimer gegangen.“
1963 entstand die deutsch-österreichische Produktion Das große Liebesspiel nach Reigen 51 von Carl Merz, Helmut Qualtinger und Michael Kehlmann, was wiederum auf Reigen von Arthur Schnitzler basierte. Regie bei dieser Komödie führte Alfred Weidenmann. Die Hauptrollen wurden von Lilli Palmer, Hildegard Knef, Nadja Tiller sowie auch französischen und italienischen Schauspielern besetzt. In der in vier Beziehungsgeschichten aufgeteilten Komödie Das Liebeskarussell von der Intercontinental-Film spielten 1965 unter anderem Gert Fröbe, Catherine Deneuve, Curd Jürgens und der freizügig bekleidete schwedische Filmstar Anita Ekberg.
1965 dienten Salzburg und weitere, idyllische, ländliche und gebirgige Regionen als Kulisse für den US-amerikanischen Film Meine Lieder – meine Träume (The Sound of Music) – mit rund 1,2 Milliarden Besuchern einer der weltweit meistgesehenen Filme, und daher, vor allem in den Vereinigten Staaten, prägend für das Österreich-Image einer ganzen Generation. 1966 entstanden mehrere satirische Filme, so etwa Vojtěch Jasnýs Pfeifen, Betten, Turteltauben und Michael Pfleghar mit Bel Ami 2000 oder Wie verführt man einen Playboy mit Renato Salvatori, Antonella Lualdi und Peter Alexander in den Hauptrollen.
1967 entstanden auch die ersten der sogenannten „Wirtinnen-Filme“ mit Terry Torday in der Titelrolle und internationaler Besetzung: Susanne, die Wirtin an der Lahn und Frau Wirtin hat auch einen Grafen. Es folgten die inhaltlich nur wenig unterschiedlichen Fortsetzungen Frau Wirtin hat auch eine Nichte (1969), Frau Wirtin bläst auch gern Trompete (1970), Frau Wirtin treibt es jetzt noch toller (1970) und Frau Wirtins tolle Töchterlein (1973). Die Drehbücher stammten jeweils von Kurt Nachmann, Regie führte Franz Antel.

#### Kriminal- und Agentenfilme
Die ersten Kriminal- und Spionagefilme der Nachkriegszeit erschienen 1960 (Frauen in Teufels Hand) und 1961 (Mann im Schatten). Im Spionagefilm Frauen in Teufels Hand von der Schönbrunn-Film spielten Helmut Schmid und Maria Sebaldt die Hauptrollen, und Mann im Schatten war ein Kriminalfilm und zugleich die letzte Produktion der ÖFA. Unter der Regie von Arthur Maria Rabenalt spielte Helmut Qualtinger mit Liebe zum mimischen Detail den Polizeirat Dr. Radosch, der mit seinem von Fritz Tillmann gespielten Partner u. a. einem von Herbert Fux gespielten Verdächtigen auf den Fersen ist.
1963 drehte Alfred Vohrer für die Sascha-Film Ein Alibi zerbricht mit Ruth Leuwerik und Peter van Eyck. Weiters entstanden Kriminalfilme rund um Kommissar X und Tim Frazer, wo deutsche, englische und amerikanische Schauspieler wie Tony Kendall, Klaus Kinski, Stewart Granger, Rupert Davies und Günther Stoll mitspielten.
Franz Antel versuchte sich 1963 gemeinsam mit einer italienischen Produktionsfirma in einem Agentenfilm. Der von Domenico Paolella inszenierte Film trug den Titel Maskenball bei Scotland Yard und wartete mit den Schauspielern Bill Ramsey, France Anglade, Stelvio Rosi, Trude Herr, Hannelore Auer, Rex Gildo, Peppino di Capri und Rudolf Carl auf. Ebenfalls von Franz Antel stammte der Agentenfilm 00Sex am Wolfgangsee, dessen Drehbuch Kurt Nachmann verfasste. Die Produktion bestach allerdings mehr durch nackte Haut als durch Höchstleistungen des von Paul Löwinger gespielten Agenten. 1966 entstand die Agentenkomödie Gern hab ich die Frauen gekillt. Unter der Regie von Sheldon Reynolds, Alberto Cardone und Robert Lynn spielten Stewart Granger, Lex Barker und Pierre Brice.